# 雨傘革命時間軸 (2014年12月)
本条目记录2014年12月雨傘革命的佔領情況、細節。

## 12月1日
旺角小巴執法衝突
凌晨1時，約300名示威者在旺角先達廣場開始集結，不滿潮聯小巴公司經營的小巴違例泊車，高呼警方要執法，多輛小巴隨即駛走，示威者其後曾與警方爆發衝突，有示威者被警方制服
。警方在旺角拘捕12名男子，年齡介乎20至64歲，涉嫌阻差辦公、藏有攻擊性武器、於公眾地方行為不檢、襲警等罪名。

警方射水清場 示威者退至金鐘
警方午夜後在龍和道再次清場，組織雨傘革命佔領區驅散部分領域的行動，噴灑催淚水劑，於凌晨1時50分左右成功清場，歷時約20分鐘，警方出動水車驅散遺留現場的大量雜物。示威者分別朝夏慤道及中環碼頭退卻，在摩天輪附近與警對峙。凌晨約3時，示威者再次衝出龍和道行車線，重新佔據。
早上7時左右，警察對仍然佔據龍和道的示威者開喉射水，把示威者從該道路擊退，被指責是發射水炮；同時警察以大包圍形式推進將清場範圍更擴大至添馬公園，帳幕被全數摧毀，有正睡覺的示威者被警察由帳幕內強行拉出，亦有急救員治理傷者時遭警察襲擊，表明身份後仍遭警察出言侮辱及暴力驅趕。警方後於記者會否認使用水炮，稱只是「噴射淡水」。
學聯秘書長周永康表示，前一晚的行動令在政總的公務員早上不能上班，某程度顯示行動成功。他又說，明白有示威人士對於昨晚圍堵政府總部的行動和部署有落差，亦知道有部分集會人士受傷，對此感到抱歉，學聯和學民會對今次行動負責。
在衝突中，有救護站義工一晚已為20多名傷者救治，警方則指有17名警員受傷。
警驅趕海富中心示威者 涉挑釁示威者 恐嚇強姦女生 便衣警員遭示威者圍毆
清空龍和道及添馬公園後，雨傘革命佔領區範圍不但沒有得到擴展，反而警察在上午9時許把懸掛在海富中心往政府總部行人天橋上的多張巨型標語強行充公及摧毀。隨後便衣警員更驅趕和在橋上多次以舉中指、揮手及伸出舌頭及粗言穢語挑釁海富中心附近的佔領人士，警方又在天橋鼓掌，示威者認為警員有意挑釁，故與橋上的警員發生言語衝突。有懷疑示威者致電媒體表示，一名警員曾恐嚇會強姦一名女示威者。明報記者目擊衝突前，有警員以粗口斥責一批示威者，又稱「信咩天主教呀？耶穌噉教你？學壞晒！」，但由於內容未有媒體拍攝片段及網民影片考證，故未能證實。期間有人對警員挑釁行為不服，於是抛擲水樽及頭盔等雜物，大批警員接報到場增援到海富中心地鐵出入口，先跨過架在出入口的鐵馬，其後築成人鏈與佔領者發生衝突。事件造成3人受傷，有數家電子及報章媒體拍攝片段顯示，其中一名懷疑便衣警員遭在場示威者包圍按於地上毆打頭部及身體導致昏迷，其中一名被拍攝到參與毆打警員者懷疑為曾於高等法院申請撤回佔領區禁制令的示威人士吳定邦。衝突受傷者全部被送到瑪麗醫院治理，警方一度短暫封閉金鐘站A出口，並將案件列作襲警案處理。此外，警察亦一度清除海富中心外示威者用鐵馬等雜物架設的障礙物，但示威者其後重新架設。
受衝擊事件影響，政府總部早上暫停開放，員工毋須返回總部並按應變計劃工作，至下午才重新開放。立法會早上亦停止運作。
黎棟國強烈譴責市民圍堵政總
保安局局長黎棟國對雙學昨晚號召示威者圍堵政府總部作最強烈譴責，形容圍堵政總行動是有組織及有系統，任何政府不能容忍，示威者的「暴徒」行為已背離和平集會的範疇，形容金鐘已瀕臨失控。他重申示威者向警方投擲包括胡椒粉等物品，以強光照向警員及噴滅火劑，警方亦搜出木棍及磚頭等物件。
法官接納冠忠禁制令
高院頒下判辭，裁定接納冠忠巴士集團透過旗下兩家公司跨境全日通及冠忠遊覽車，就金鐘佔領區部份路段申請臨時禁制令。禁制令的範圍包括三個路段，即愛丁堡廣場對開一段干諾道中東行線、介乎愛丁堡廣場與紅棉路之間的夏慤道東行線、介乎夏慤道東行線與金鐘道之間的紅棉路南行線，但不包括紅棉路往半山路段。內容包括執達主任在原告要求時，協助原告或其代理人清拆障礙物，也可要求警方協助。冠忠巴士集團主席黃良柏稱尚未決定何時執行禁令，但會與執達吏及警方商討。
雙學承認圍政總失敗致歉
前晚及早上的衝擊政總事件，學生代表備受批評，不少指摘學生代表叫人去圍堵，自己卻在後方。學聯秘書長周永康見記者時，改口承認行動失敗，暫無意再升級。「雙學」代表晚上到金鐘大台發言，並為前晚升級行動所引起不少戰友受傷而鞠躬道歉。
學民思潮3名成員宣布發起絕食行動
晚上10時，學民思潮3名成員宣布發起絕食行動，召集人黃之鋒、盧彥慧和黃子悅3名成員，即時開始無限期絕食，希望向政府施壓，要求中央撤回人大常委會8．31的決定，與特區政府重啟政改對話。
中國不准許英國下議院議員來港
十多名英國下議院議員預定在12月前往香港，調查「英國政府執行《中英聯合聲明》的情況」，唯中國表明不准許，觸發外交風波。英國首相卡梅倫批評這是錯誤的決定，影響了中英外交關係。中國外交部發言人華春瑩則表示，允許誰入境，不允許誰入境，是中國的主權。

## 12月2日
佔中三子戴耀廷、陳健民及朱耀明下午召開記者召待會，宣布明日下午3時將往中區警署自首，並主動承受刑責，以示尊重法治，體現承擔法律後果的精神。他們宣讀《佔中三子告市民書》，批評政府在9月28日佔領發展以來，一直未有正面回應佔領者訴求，反以警棍、催淚彈對待手無寸鐵的市民，形容梁振英政府「無誠信、無恥、無理性」，呼籲佔領者為安全及「愛與和平」的初衷，撤離佔領區，否認背棄學生。朱耀明更在記者會多次哭起來，稱不想佔領者再遭毆打，認為佔領運動已經偏離愛與和平。
保安局長黎棟國表示，任何人違法前赴自首，警方會按既定程序處理，相信任何可以幫助佔領行動早日完結的行為、全社會所有市民都會歡迎；他又呼籲佔領人士盡快撒離，不要再進一步影響民生。至於警方會否提早進行清場，黎棟國表示，警方執法涉及具體行動內容，不能公開。
另一方面，學聯副秘書長岑敖暉等四人早前在警方旺角清場行動中被拘控，獲裁判官批准保釋，但被禁進入旺角指定範圍。他們不服裁判官所訂的保釋條件太苛刻，向高等法院申請更改。法官彭昌偉昨頒下判詞，表明旺角仍有零星示威活動，而且範圍有擴大之勢，而申請人是活動領導人物，訂下限制以防再犯並無不妥，故駁回他們的申請。。

## 12月3日
佔中三子率65人到中區警署自首

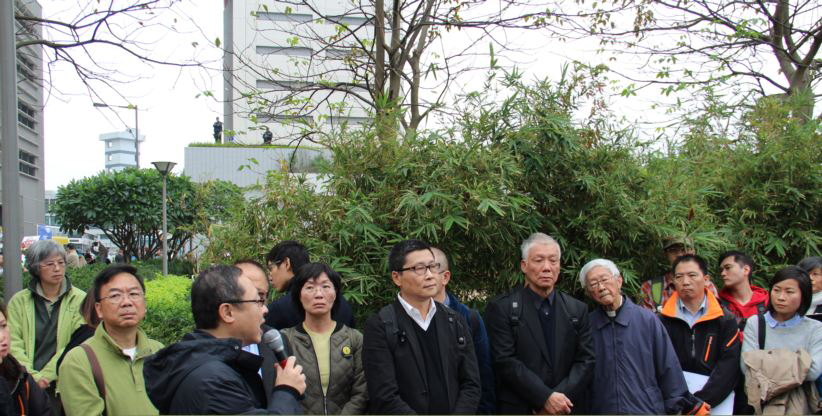
佔中三位發起人、天主教香港教區榮休主教陳日君樞機、立法會議員胡志偉及多位民主黨成員進入中區警署自首

下午3時，佔中三位發起人、天主教香港教區榮休主教陳日君樞機、立法會議員胡志偉、香港浸會大學社會工作系講師邵家臻、漫畫家尊子及多位民主黨成員等共65人排隊進入中區警署自首，承認干犯《公安條例》參與未經批准的公眾集會，警方特製供自首的表格處理自首個案，各人僅數分鐘便完成手續，所有人未有立即被捕或落案起訴，可即時離開。
而正義聯盟召集人李偲嫣率領近30名成員到中區警署外示威，指要「歡送」戴耀廷、陳健民、朱耀明等人；又自製大型畫像，醜化佔中三子、學民思潮召集人黃之鋒和壹傳媒主席黎智英，全部穿上橙底黑色間條的囚衣。李偲嫣形容這是市民期待的一刻。
保普選反佔中大聯盟召集人周融說，佔中三子自首，正代表佔領行動投降，又稱行動已經出現很大的分裂，籲佔領者退場，解散雨傘革命佔領區。
《壹週刊》記者涉龍和道襲警 禁足金鐘
11月30日晚學聯號召包圍政府總部，旺角佔領區亦有不少市民聚集聲稱「鳩嗚」（購物），警方隨後拘捕多人，但昨只落案起訴兩人，包括一名文員和《壹週刊》記者，落案起訴襲警等罪，於東區裁判法院提堂，獲准保釋，其間禁止踏足金鐘佔領區一帶。另於旺角「鳩嗚」時被指阻差辦公和襲警的三名男子，亦提堂，其中一位與警方理論而被「圍毆」，導致左手骨裂及雙眼微絲血管爆裂，獲准保釋，被禁止踏足旺角指定範圍。
網上號召聖誕鳩嗚者被拘捕
有網民在12月3日於facebook提出由平安夜起一連3日在立法會大樓、彌敦道與亞皆老街交界路口，以及旺角潮聯小巴站舉行「領袖Party」，號召約360人分6組，除了有「鳩嗚」組，還包括有持鐵筆、磚頭及鎚的「磚組」；負責防守後排的「長棍組」；站前排持木板作護盾的「盾組」；以及「滅火桶組」與「彈組」等，並提醒參加者準備「重」保護裝備。警方於12月4日主動採取行動，於將軍澳拘捕一名31歲姓顧男子以涉嫌「有犯罪或不誠實意圖取用電腦」罪名拘捕指其發佈內容煽動市民集結並進行非法活動。但有關消息延至12月6日才對外公佈。

## 12月5日
全國人大常委范徐麗泰接受港台節目《星期五主場》訪問時稱，她沒有到過佔領區，認為政改爭取問題無論在國際上還是對香港，北京態度都一樣是「企硬」。她指出違法的人不應有機會到北京見領導人，若學聯守法、有合理及正常要求，她作為人大常委有責任反映。但學生現時爭取真普選談理想時不夠實際。
真普選「報佳音」近百人圍堵尖沙咀警署

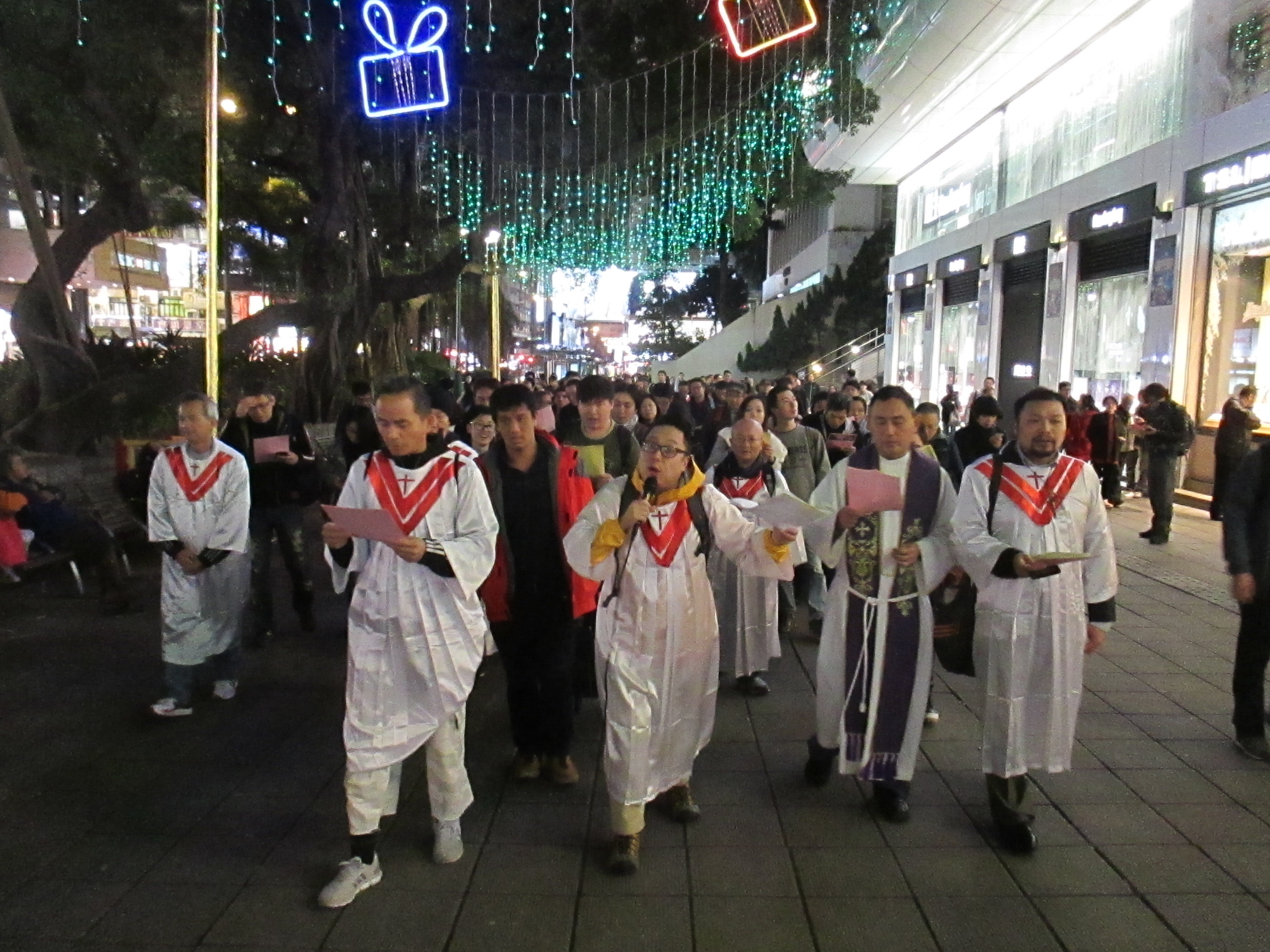
基督路小教會、佔中後援會，帶領群眾在柏麗大道報「普選」佳音。2014年12月5日。

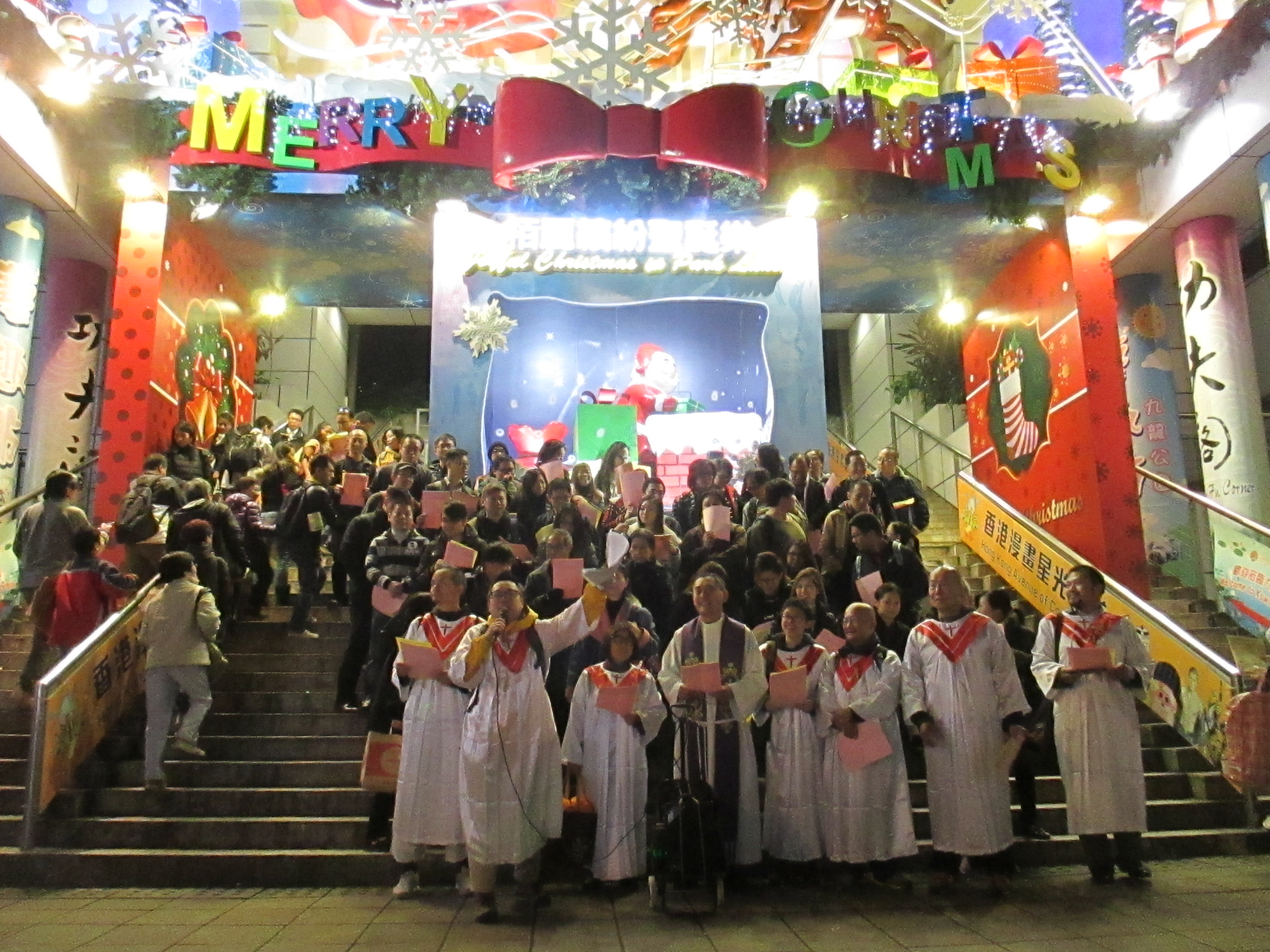
與群眾在九龍公園門前報「普選」佳音。2014年12月5日。

晚上8時，基督路小教會快必譚得志與張大衛牧師、畢國雄傳道、梁君培牧師。會合數十多名教徒聚集尖沙咀北京道對開，展開「報佳音」巡遊沿彌敦道北行，歌唱聖誕改編的普選歌曲、批評警察在佔領期間濫用暴力，並一度在尖沙咀警署外聚集唱詩，警署一度被堵塞，大批警員戒備，直至機動部隊警員增援，人群才繼續行程，穿過油麻地眾坊街、廟街、文明里等，再返回彌敦道向旺角前行。 到旺角登打士街前解散，群眾各自步行到西洋菜街，融入鳩嗚團。
旺角鳩嗚團包圍潮聯小巴站
晚上9時，約200人聚集在旺角先達廣場旁聚集的市民，組成「鳩嗚團」瀏覽附近商舖櫥窗中的貨品。團友行經金舖時，店舖未有落閘，僅派出保安員駐守。約10時半，近500人開始到潮聯小巴公司車站聚集，不斷向在場警員投訴潮聯違例泊車阻街，並大叫「抄牌！」有市民更一度衝出馬路擋住小巴，要求警方檢控違泊小巴。事件擾攘至深夜，小巴違泊問題始終未獲處理。

## 12月6日

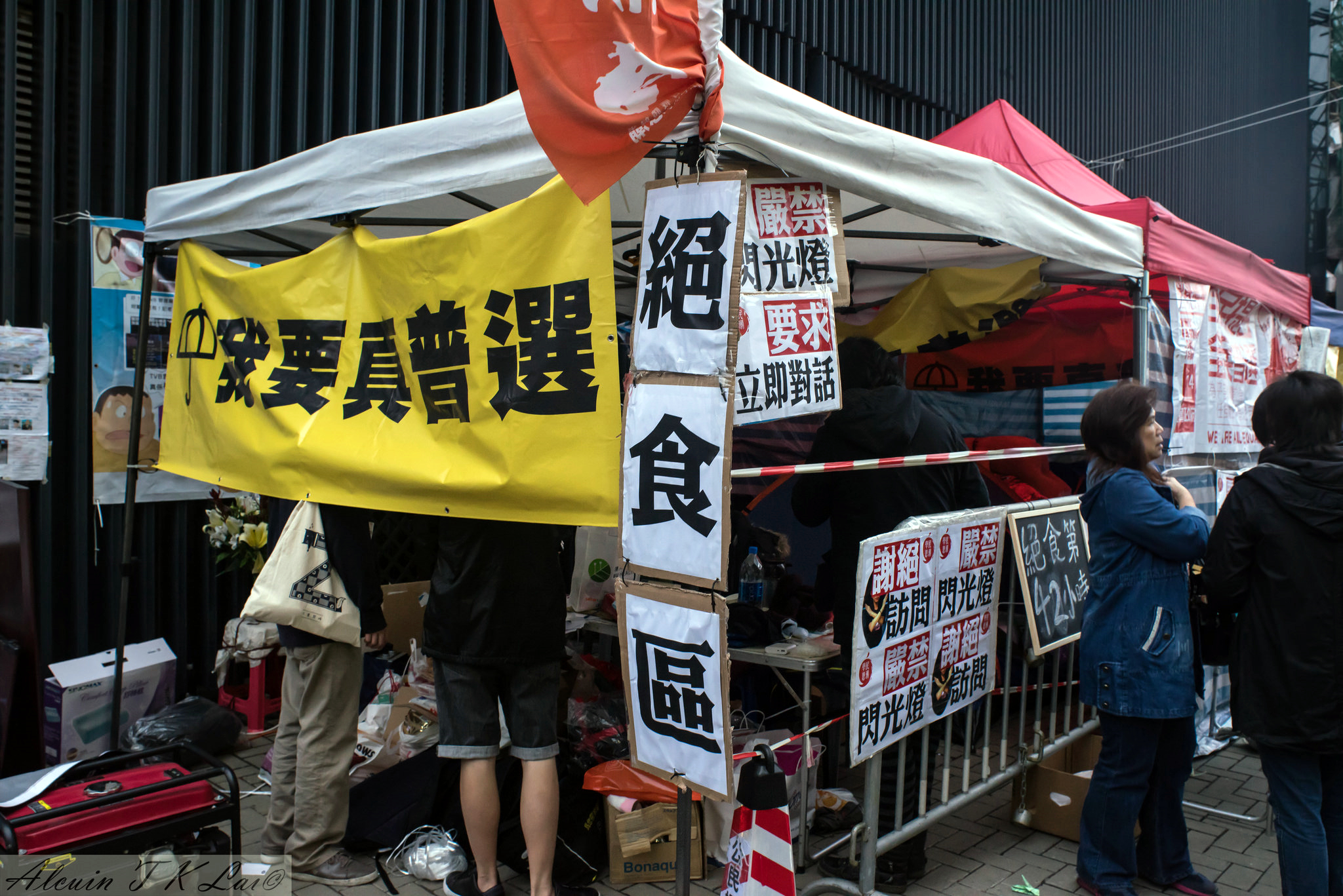
學民思潮成員於12月1日至9日設絕食區

凌晨2時，警方旺角呼籲「鳩嗚」的市民盡快返回行人路，並指任何人士如蓄意擾亂交通及破壞公共秩序，均屬違法行為。鳩嗚團之後沿西洋菜南街行走，大批警員即到場築成人鏈，向「團友」發出最後警告，指出若不散去會即時以非法集結將其拘捕，聚集市民最後和平散去。
黃之鋒絕食超過100小時 宣佈停止絕食
在雨傘運動佔領中，學民思潮五名成員早前以絕食爭取對話，要求梁振英就重啟政改五部曲的可行性，與學生見面對話。學民思潮召集人黃之鋒及中六生黃子悅，昨分別在絕食108小時及118小時後，宣佈停止絕食，黃之鋒中午由父母陪同下離開佔領區，回家休息。學民思潮表示，黃之鋒的血糖長期處低水平，經醫護人員勸告後，決定停止絕食。黃子悅出現脫水症狀及懷疑電解質不足，須由救護車送院治理。
其後黃之鋒晚上重回金鐘站台，繼續要求與梁振英對話，並促請梁到醫院探望黃子悅。。

## 12月7日
特首梁振英表示剩下來的人是會愈激烈的

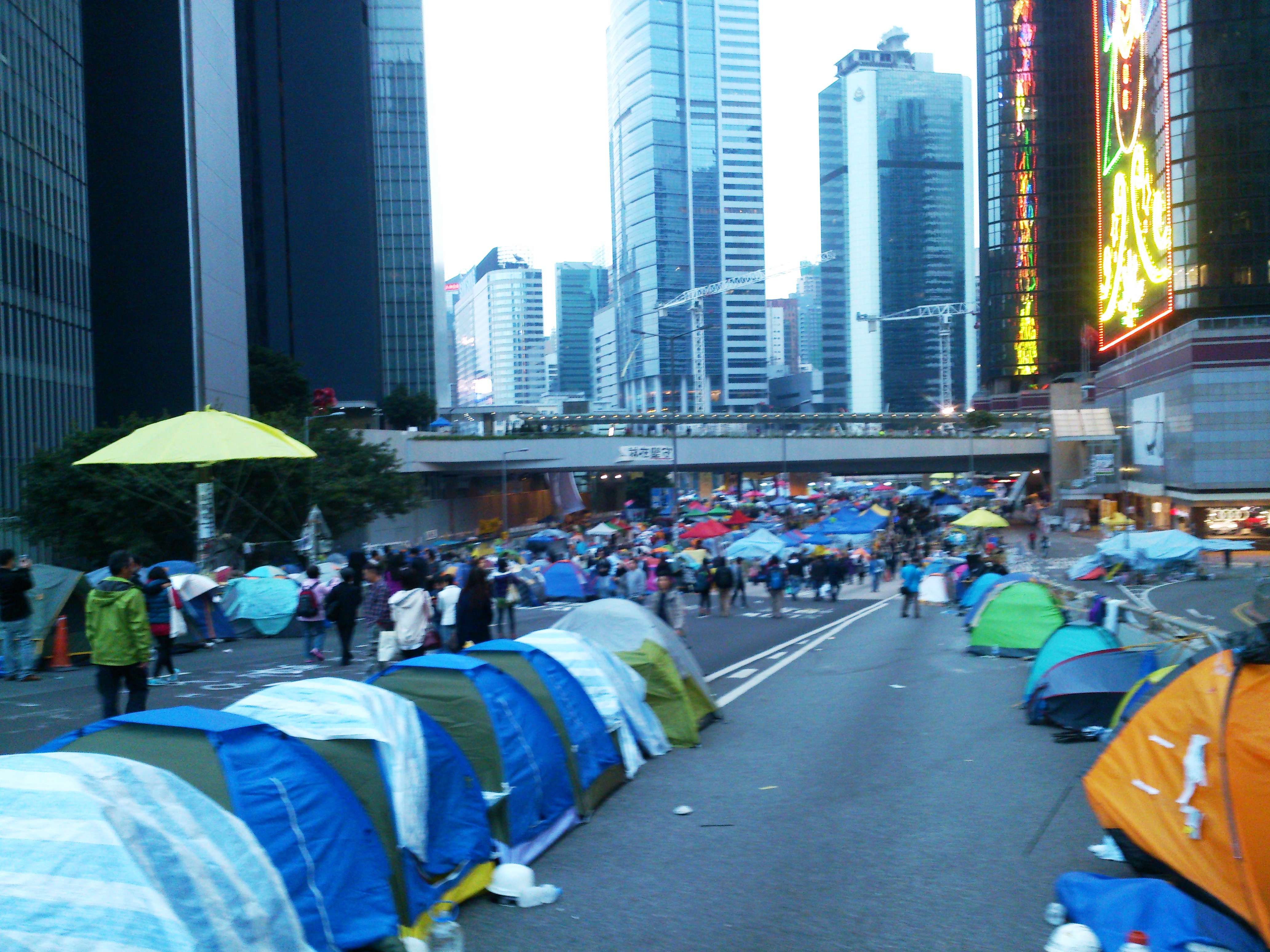
夏慤道佔領區一景，可見海富中心外牆已亮起聖誕燈飾

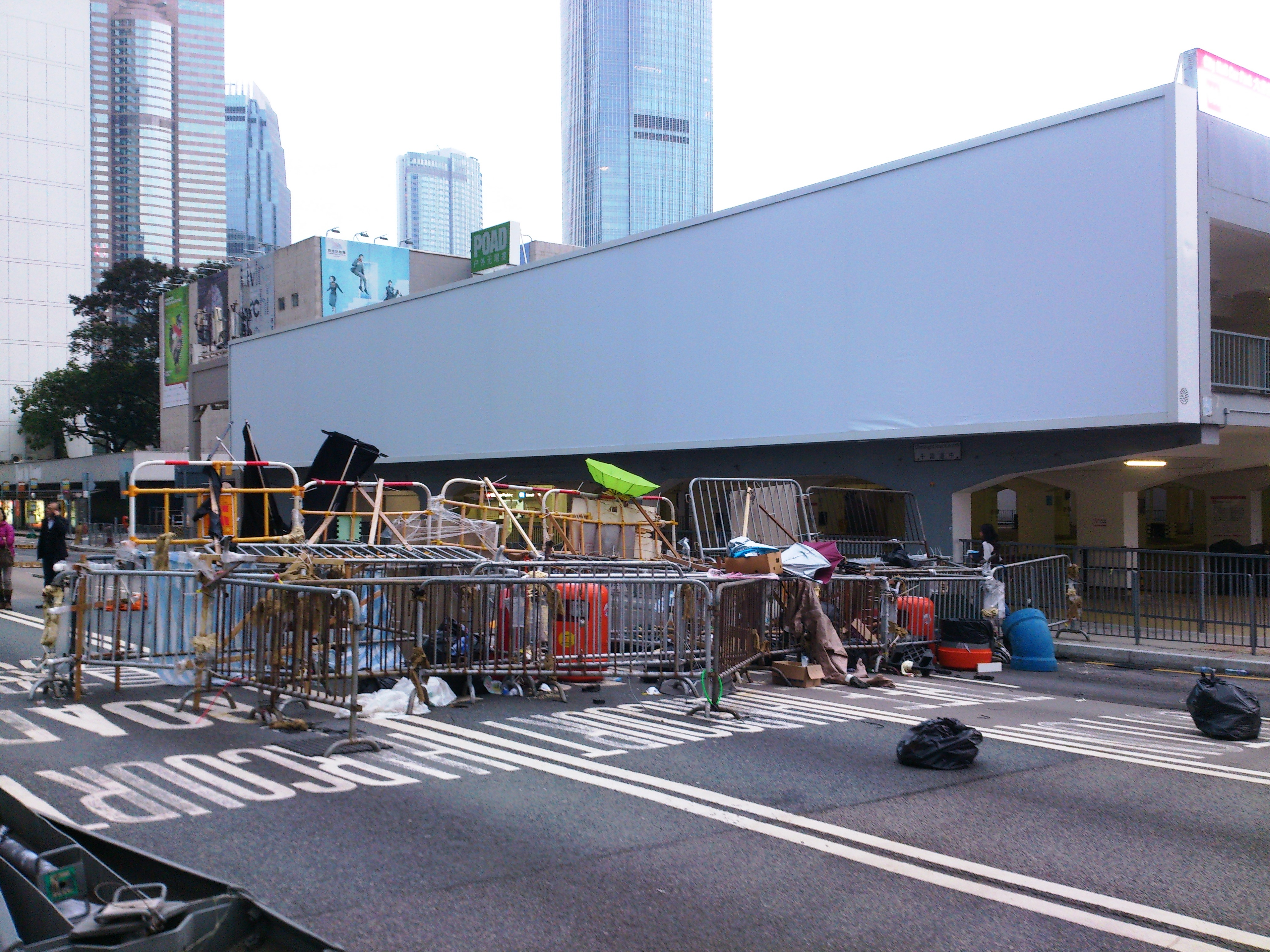
受佔領影響，大會堂多層停車場外的廣告板暫時空置

特首梁振英考察深圳前海後表示，港府對學民思潮召集人黃之鋒等絕食抗議表示關心，但認為絕食及佔中的學生不清楚《基本法》及人大決定。梁振英回應記者清場問題，指佔領行動是非法，適當時會宣布清場日。梁又指佔領行動到了後期人數愈少，「剩下來的人是會愈激烈的」，故認為警方清場時，「會碰到一些比較激烈的抵抗」，呼籲學生盡快撤離。
家長參與反警暴遊行
「傘下爸媽」、國民教育家長關注組、文化監暴等18個團體發起「抗警暴」遊行，下午由修頓球場遊行到灣仔警察總部，抗議警方近日清場及驅趕示威者時使用暴力，要求港府及警隊高層向市民道歉、成立有民間代表的獨立委員會，追究警員違法行為，及要求政府重啟對話。主辦團體稱有2000人參加遊行，警方則稱高峰時有850人。家長團體提出三項訴求，包括要求港府及警隊高層承擔責任，就濫權事件向公眾道歉、成立有民間代表的獨立委員會追究警員違法行為、重啟對話之門以回應民主訴求。
與此同時，反佔中團體「保衛香港運動」發起「支持警察，嚴懲暴徒」集會，有約30名市民到灣仔警察總部對出行人路聚集，以示支持警方。雙方一度隔空對罵，氣氛緊張，需在場警員協調。
市民自發接力絕食
繼學民思潮成員絕食後，一班市民自發舉行28小時接力絕食行動，在學民的絕食區外搭起帳篷，絕食期間會以電解質飲品維持身體所需，截至12月6日晚10時，暫有2人在場留守絕食。

## 12月8日
立法會研申禁制令

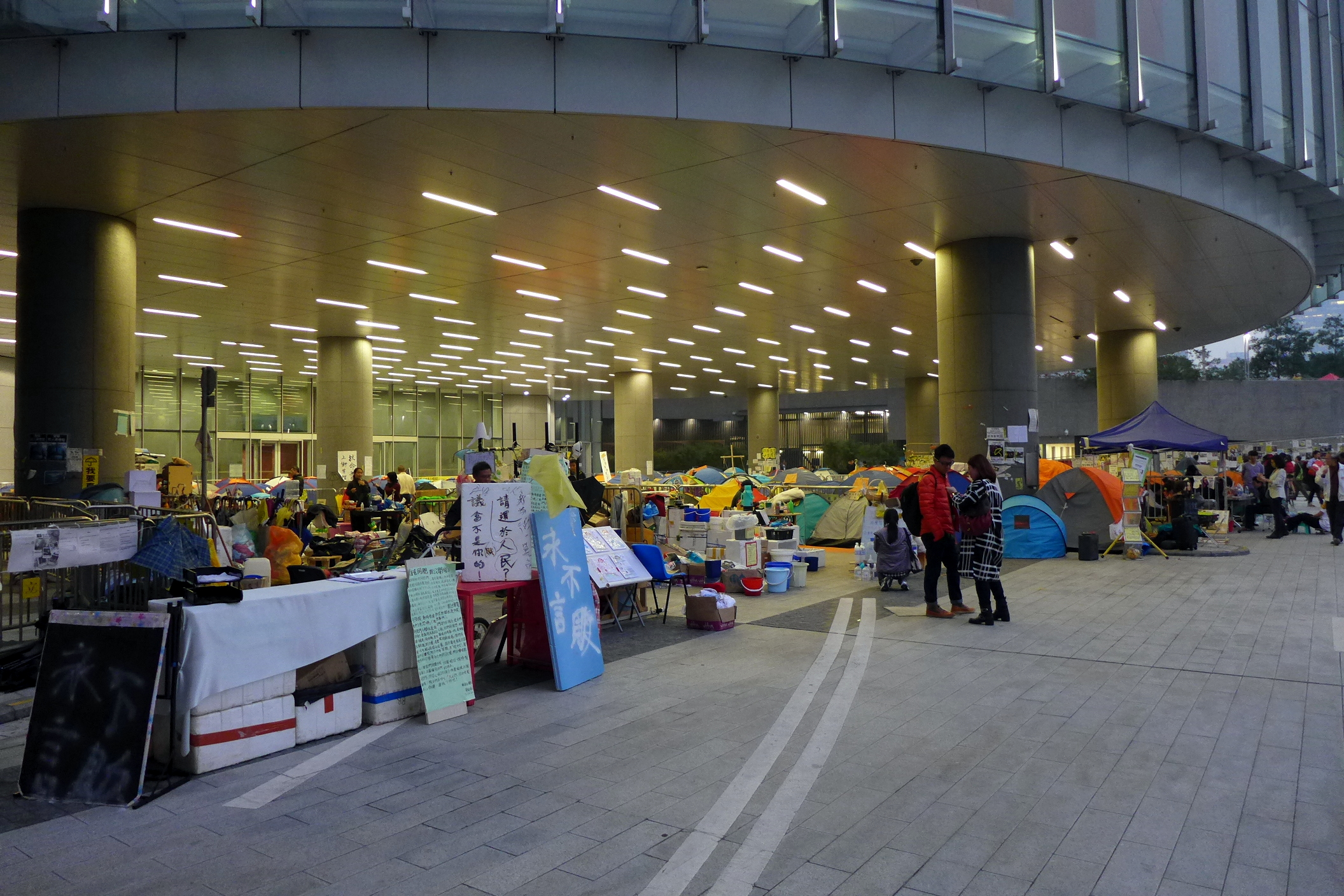
立法會佔領區

立法會行管會開會討論是否就行管會管理範圍申請禁制令，立法會主席曾鈺成在會議後表示，立法會法律顧問就申請禁制令，會徵詢所有議員意見後，才考慮提出申請，日內收集議員意見後作決定。他稱一旦警方清場，不會容許示威人士湧入立法會大樓，同時會配合警方執法。建制派表明支持有關建議，但泛民則反對，民主黨劉慧卿說立法會申禁制令涉及數百萬元公帑，認為立法會應與佔領商討，和平處理。
佔中發起人陳健民表示不再搞社運
上週自首的佔中發起人之一陳健民接受明報專訪時表示，從啟蒙市民、鞏固公民社會角度而言，今次行動已成果豐碩。但他認為，隨着社會民怨漸強，運動已到達「邊緣位」，盼留守學生「要見好就收」。在政府寸步不讓下，陳承認對運動方向感悲觀，他亦透露完成和平佔中後自己不會再成為社運的組織者，改為撰文繼續抗爭。
另一方面，學民思潮成員吳文謙絕食120小時後，晚上在醫生勸告下終止絕食，絕食學生只剩鄭奕琳一人，她絕食近142小時後感到頭暈氣喘，決定停止絕食。。

## 12月9日
執達主任到7地點貼禁制令

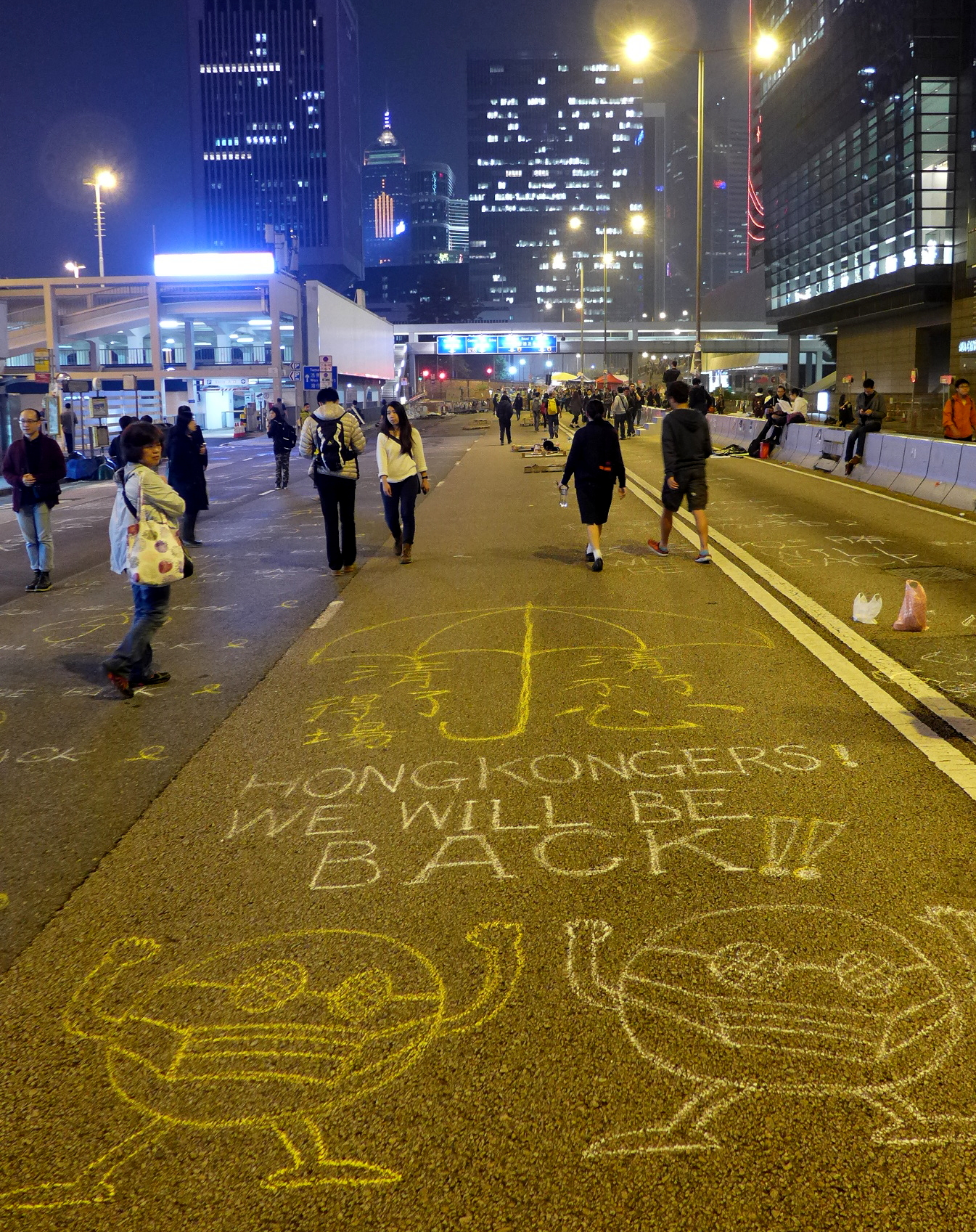
香港大會堂對出的干諾道中屬禁制令範圍內

代表冠忠旗下跨境全日通的律師昨在報章刊登通告，列出法庭頒佈臨時禁制令內容。4名執達主任及律師代表下午到由香港大會堂對出的干諾道中路障，直至紅棉路禁制令範圍內7處地點貼禁制令，現場只餘下5個帳篷、4個由鐵馬及竹搭建的大型路障，部分馬路散落卡板。
警方宣布週四清場安排
警方於傍晚宣布週四清場安排，在週四協助執行禁制令後，隨即會移除中環金鐘一帶道路及行人路上的障礙物，開通被堵塞道路，包括干諾道中、夏慤道、添華道、添美道等路段，拒絕離開者，警方會驅散及拘捕，亦會在別無選擇情况下使用最低武力。警務處助理處長（行動）張德強亦表示警方有可能在行動期間封鎖部分行人路，若有大量人阻塞、故意聚集作非法行為，或對附近商戶及居民造成滋擾，警方會按情况介入。警方消息補充，行動期間，在警方行動區內，所有非法佔領者包括馬路上及行人路上的人都要離開。
行政署亦已通知政府總部各部門，基於安全理由，週四將安排總部員工按應變計劃，毋須返回政府總部上班，並延期或取消當天一切訪客活動。

## 12月10日

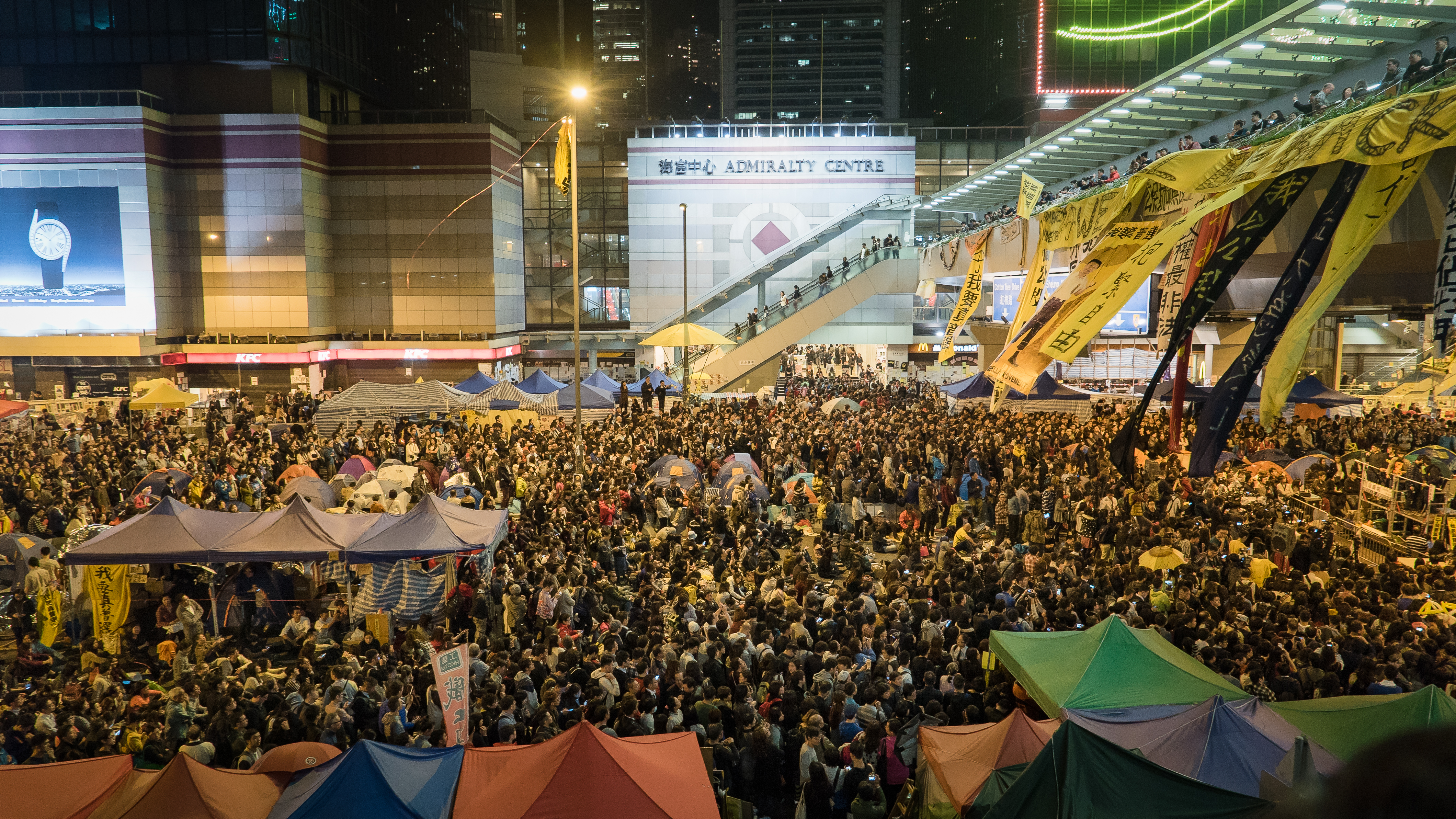
清場前夕，金鐘佔領區傍晚恢復佔領初期人頭湧湧的景象

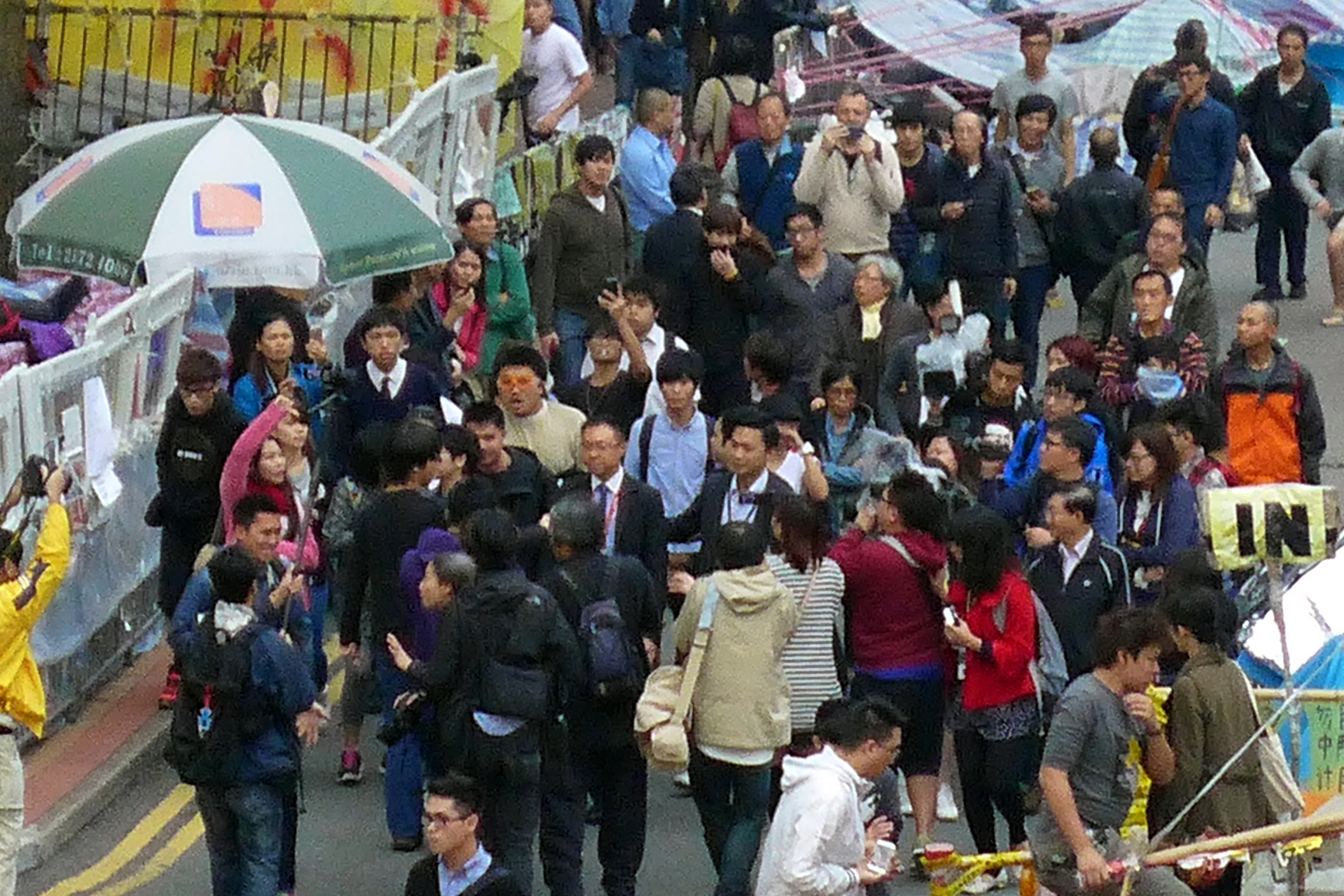
曾獲香港十大傑出青年的警察談判組總督察林景昇到金鐘呼籲市民離開時，被發現在委任證上繫着藍絲帶，一度被市民包圍及責罵

清場前夕，金鐘佔領區傍晚恢復佔領初期人頭湧湧的景象，恍如年宵花市。整個佔領區內掛滿「誓必歸來」、「We will be back」的直幡標語，路上亦寫上及噴上了相關字句。遮打自修室依然燈火通明，不少學生把握最後機會在這裏溫習。佔領區內有不少人拍照留念，亦有人排隊10多分鐘取一條「我要真普選」手帶。到晚上8時45分，有人把寫有「我要真普選」的紙飛機擲入政府總部前地「重奪」公民廣場。雙學代表在11日凌晨1時許踏上大台，呼籲市民堅守非暴力原則，抗命爭取真普選。
佔領區曾發生了一段小插曲，警方談判專家下午到金鐘呼籲市民離開，其中曾獲香港十大傑出青年的警察談判組總督察林景昇被發現在委任證上繫着藍絲帶，一度被市民包圍及責罵。

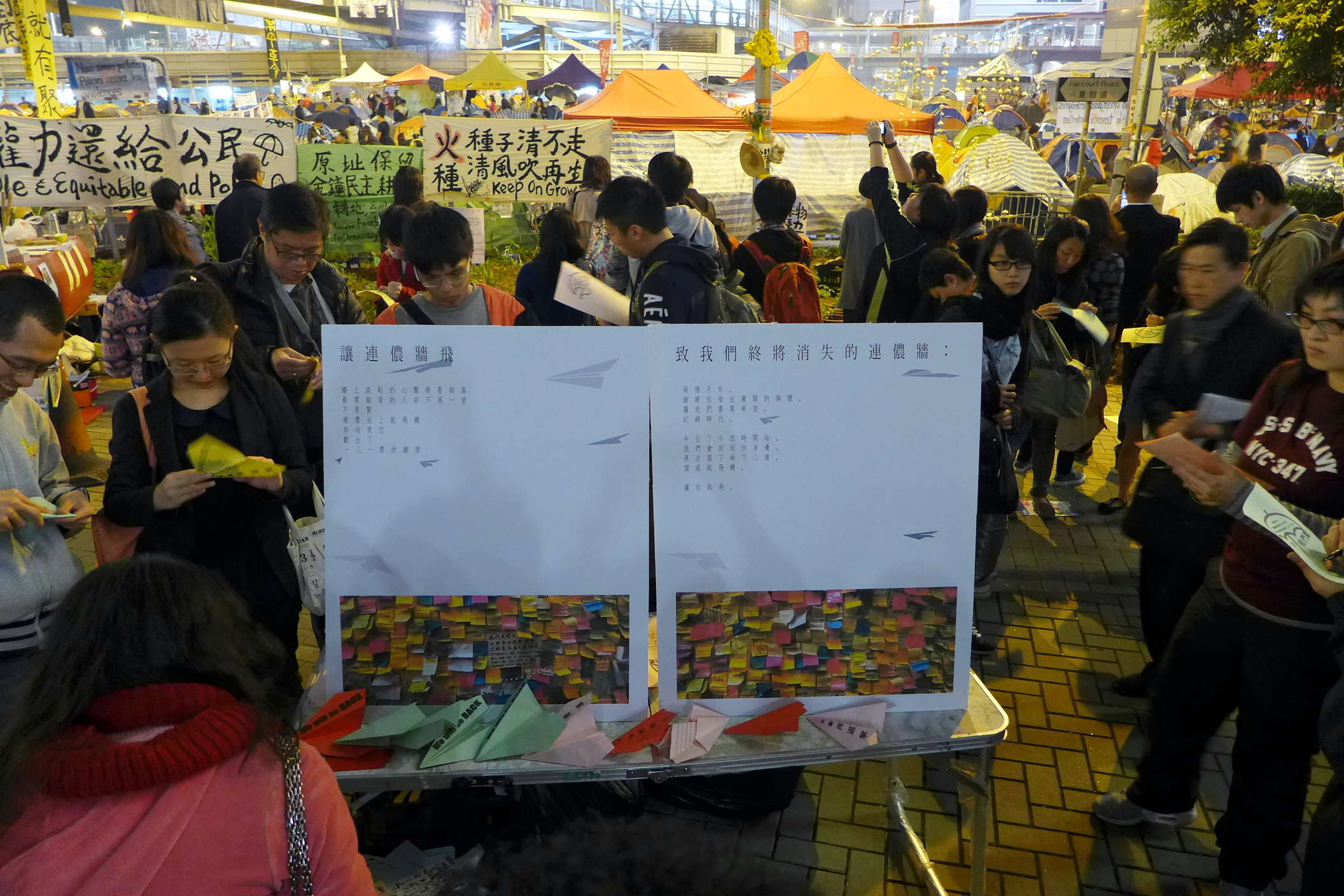
不少市民在紙飛機寫上願望，其後擲入政府總部前地
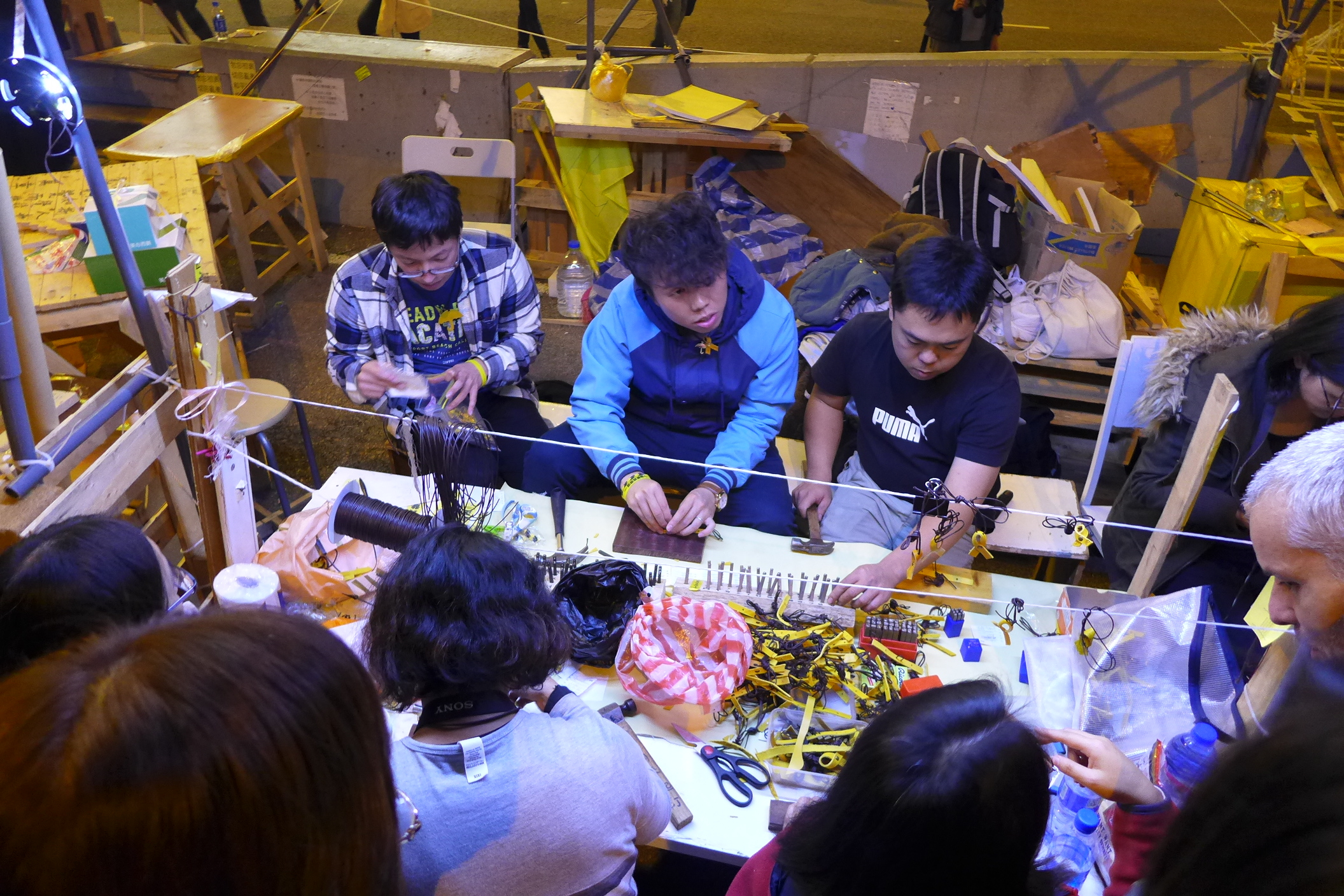
有市民製作「我要真普選」手帶，吸引不少市民排隊領取
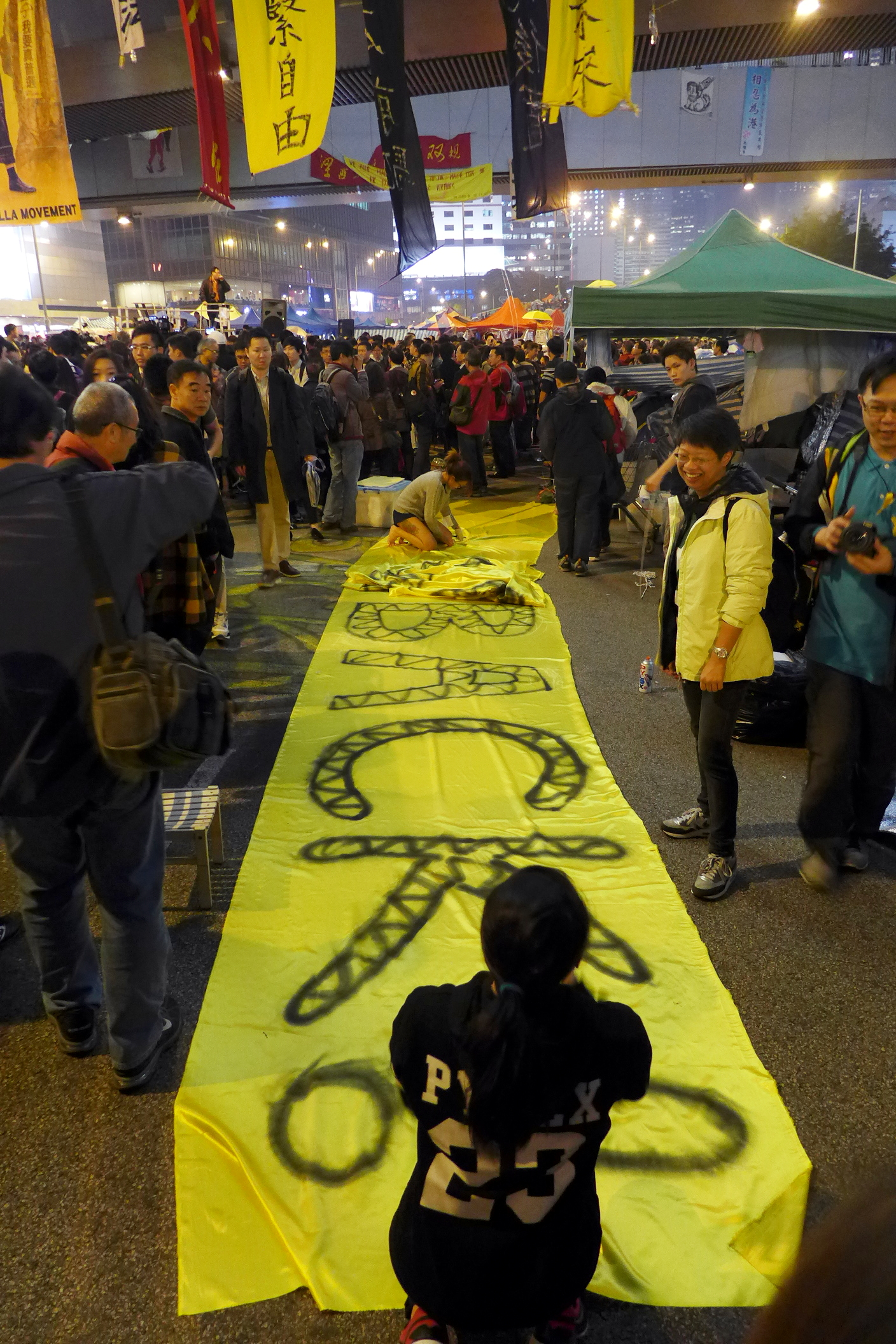
市民正製作We will be back的直幡標語
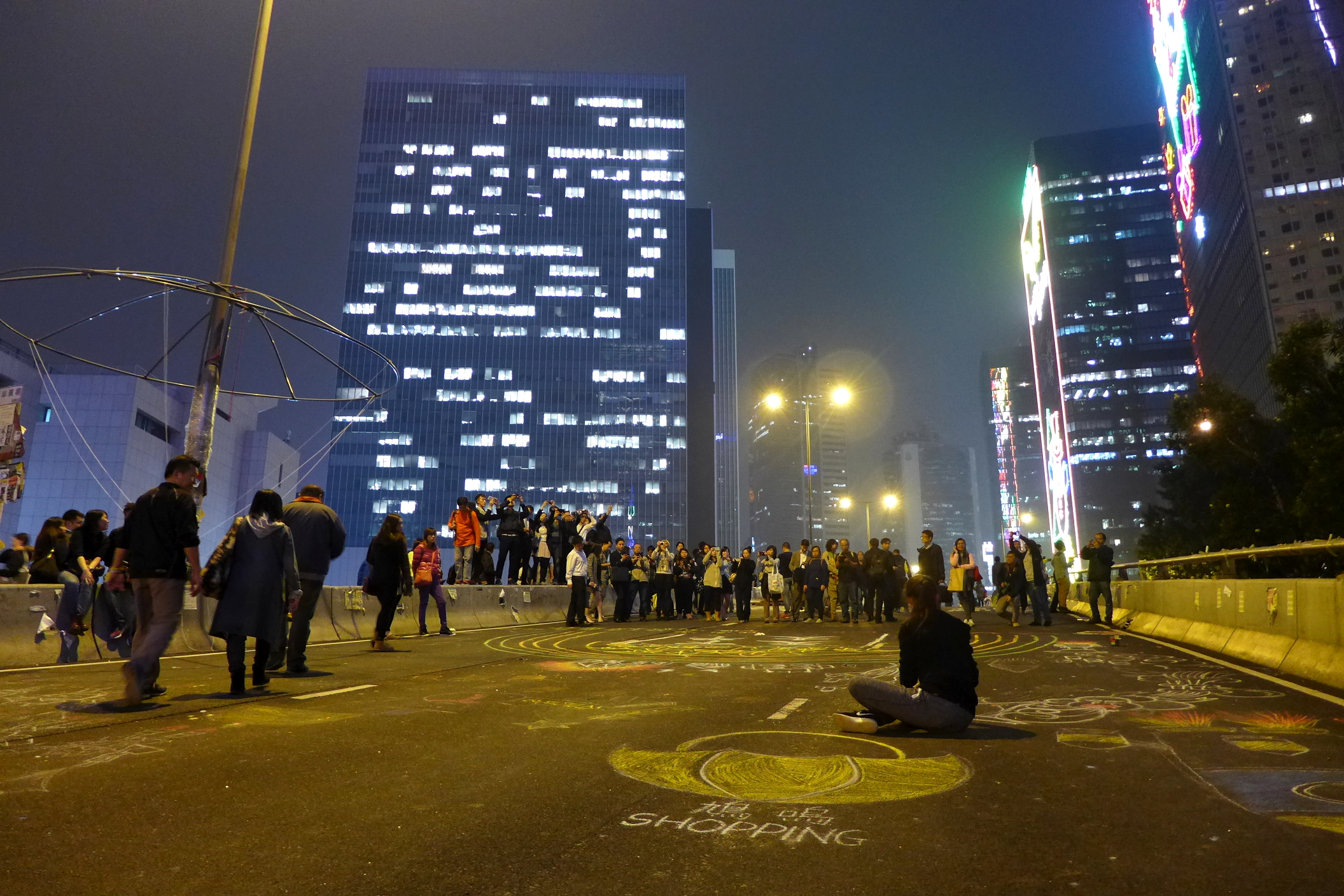
有市民在路面畫畫，吸引不少市民拍攝
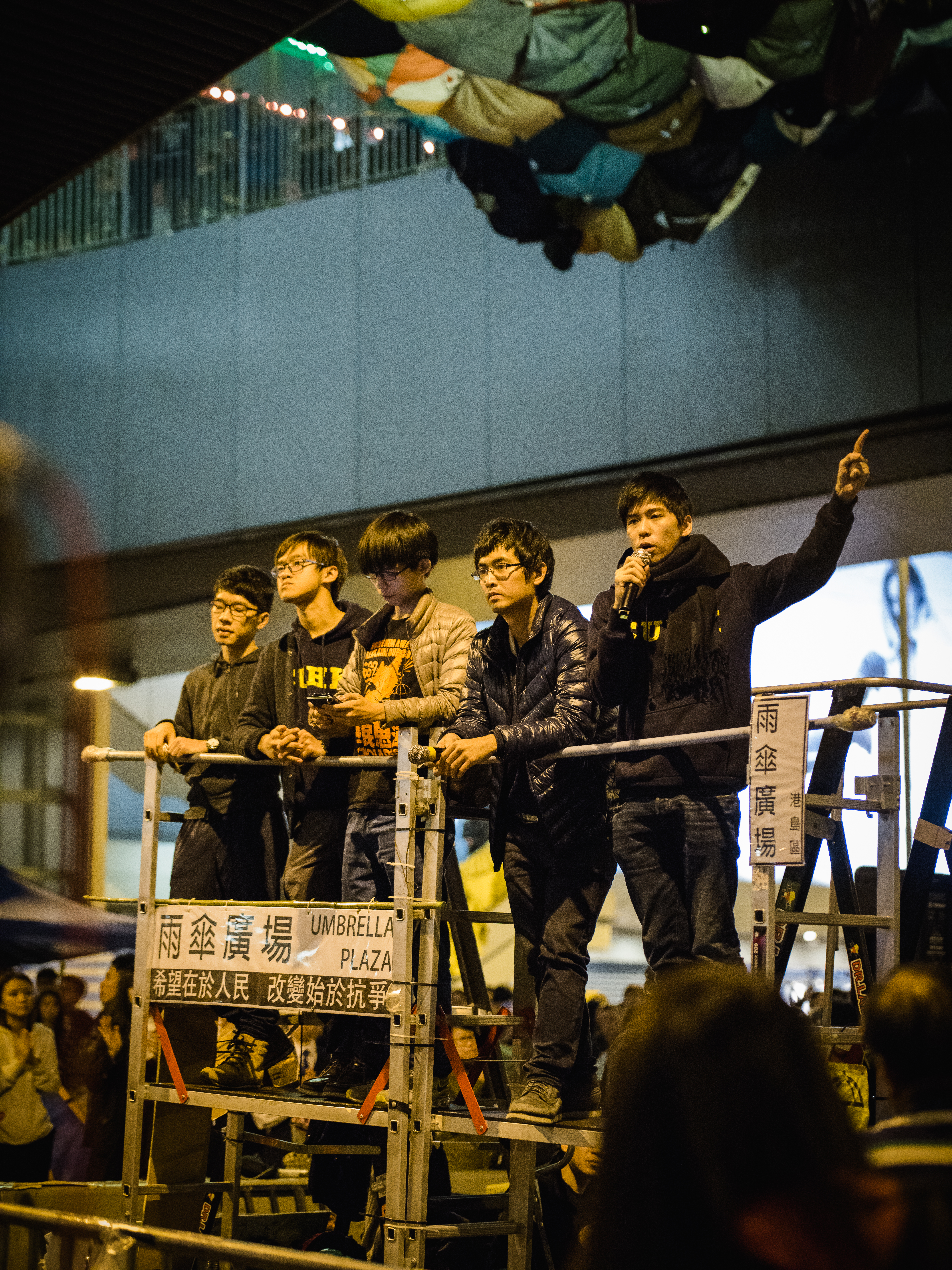
雙學代表在11日凌晨1時許踏上大台，呼籲市民堅守非暴力原則，抗命爭取真普選

## 12月11日
4名佔領運動核心成員被捕
警方及執達主任清場前，9日晚上至昨日陸續在多區上門拘捕4名佔領運動期間「行動派」組織的核心成員，包括社民連副主席黃浩銘、人民力量執委蘇浩、學生前線成員鄭錦滿及熱血公民創辦人黃洋達，眾人涉嫌干犯多宗參與未經批准集結罪，其中黃浩銘及鄭錦滿於11日晚上獲准保釋。。
金鐘清場行動

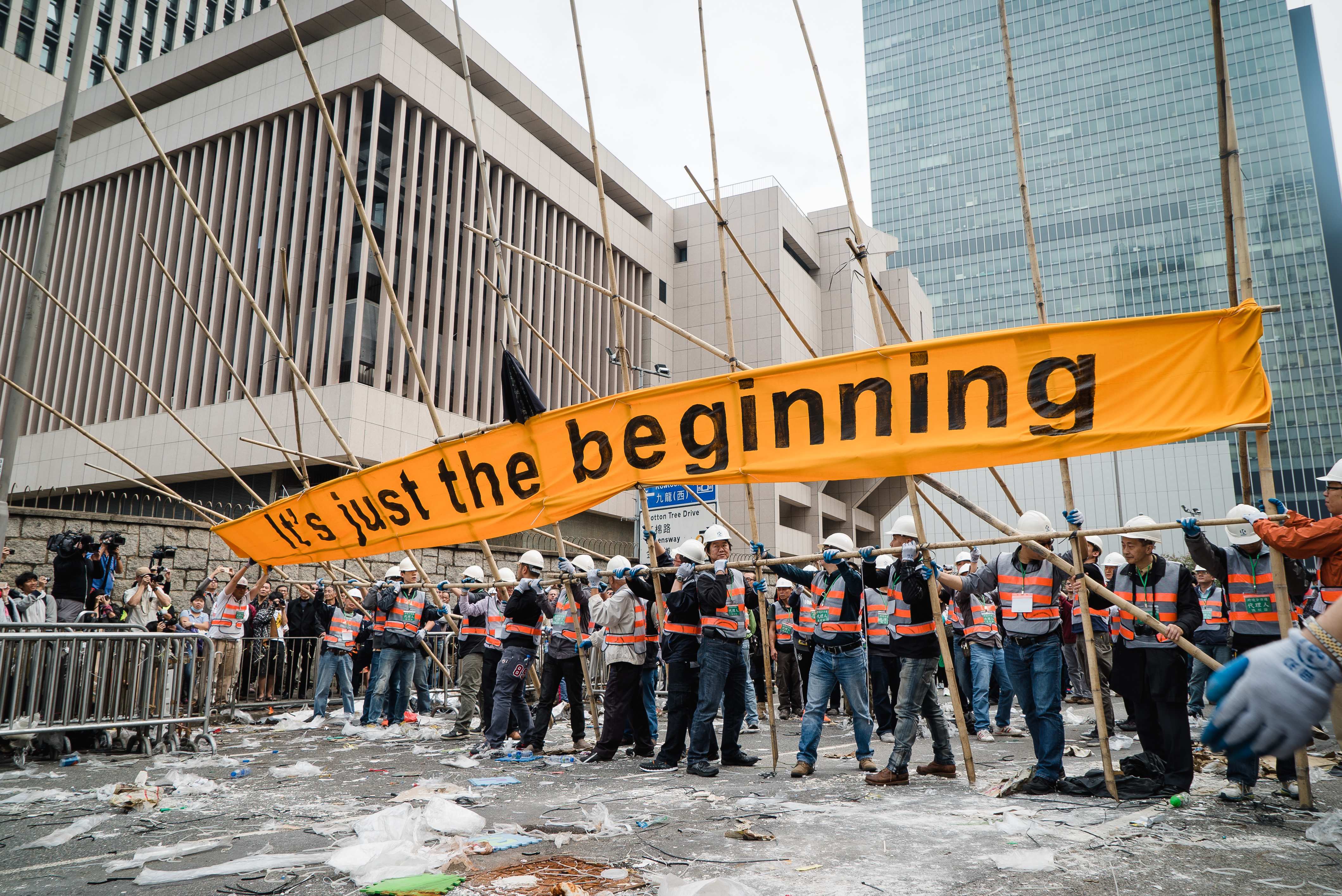
冠忠旗下跨境全日通的代理人清除由示威者制成的路障

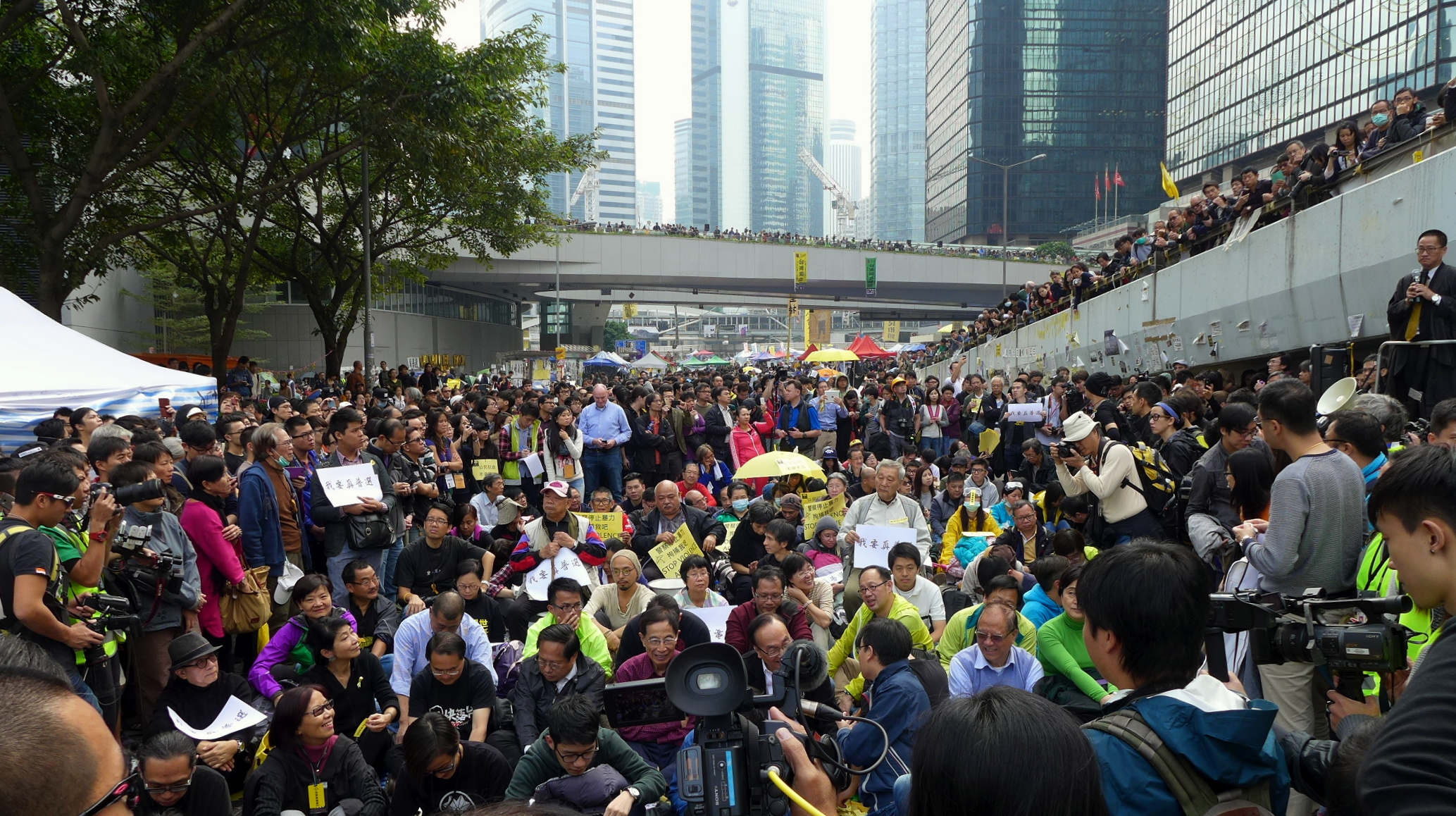
多名泛民人士聯同247名示威者留守自願被捕

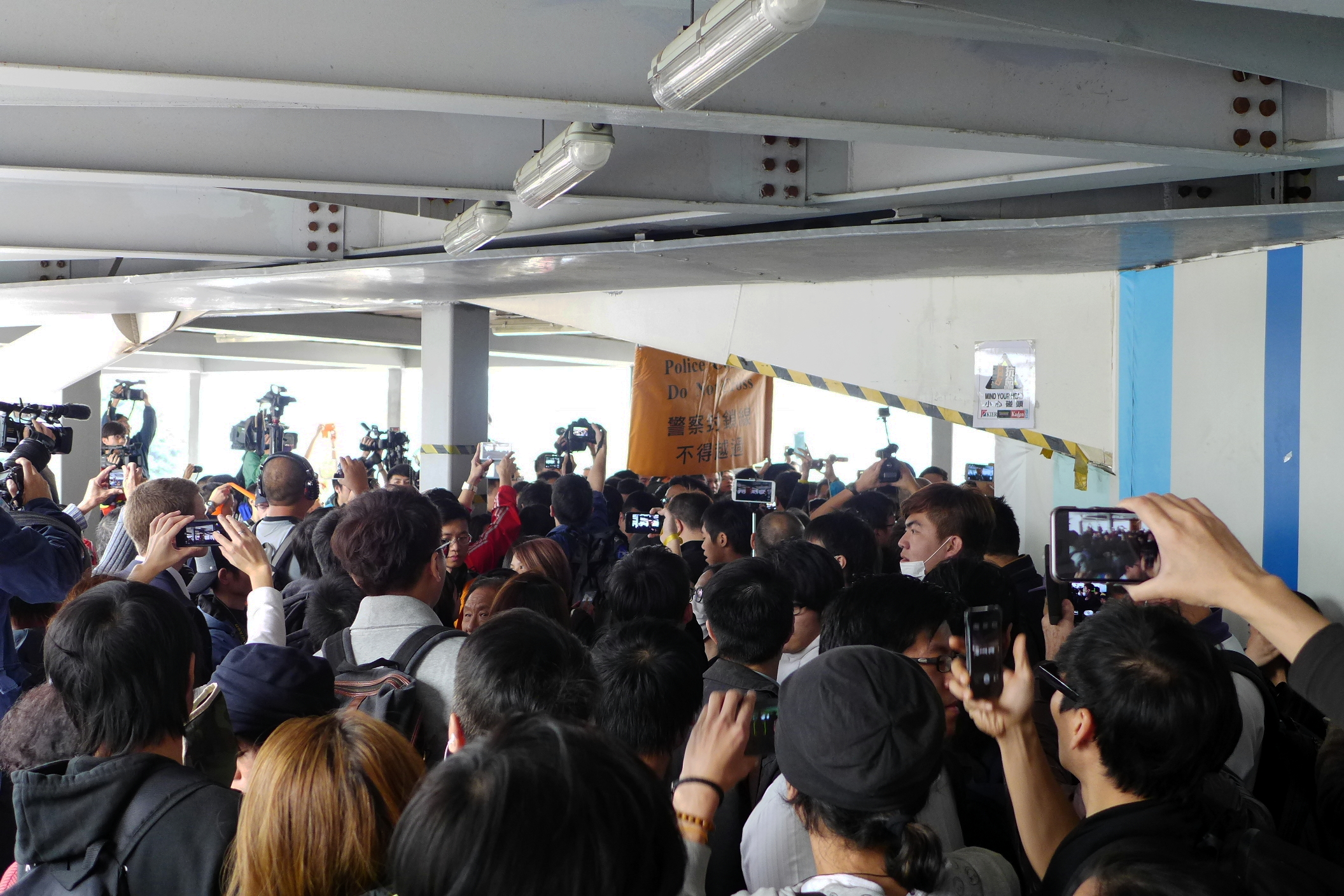
警方將海富天橋及中信天橋列為行動區，只限傳媒方可逗留，其他在天橋觀察警方清場的市民亦被驅散離開。有市民對警方的行動感到不滿，結果警方一度舉起黃旗

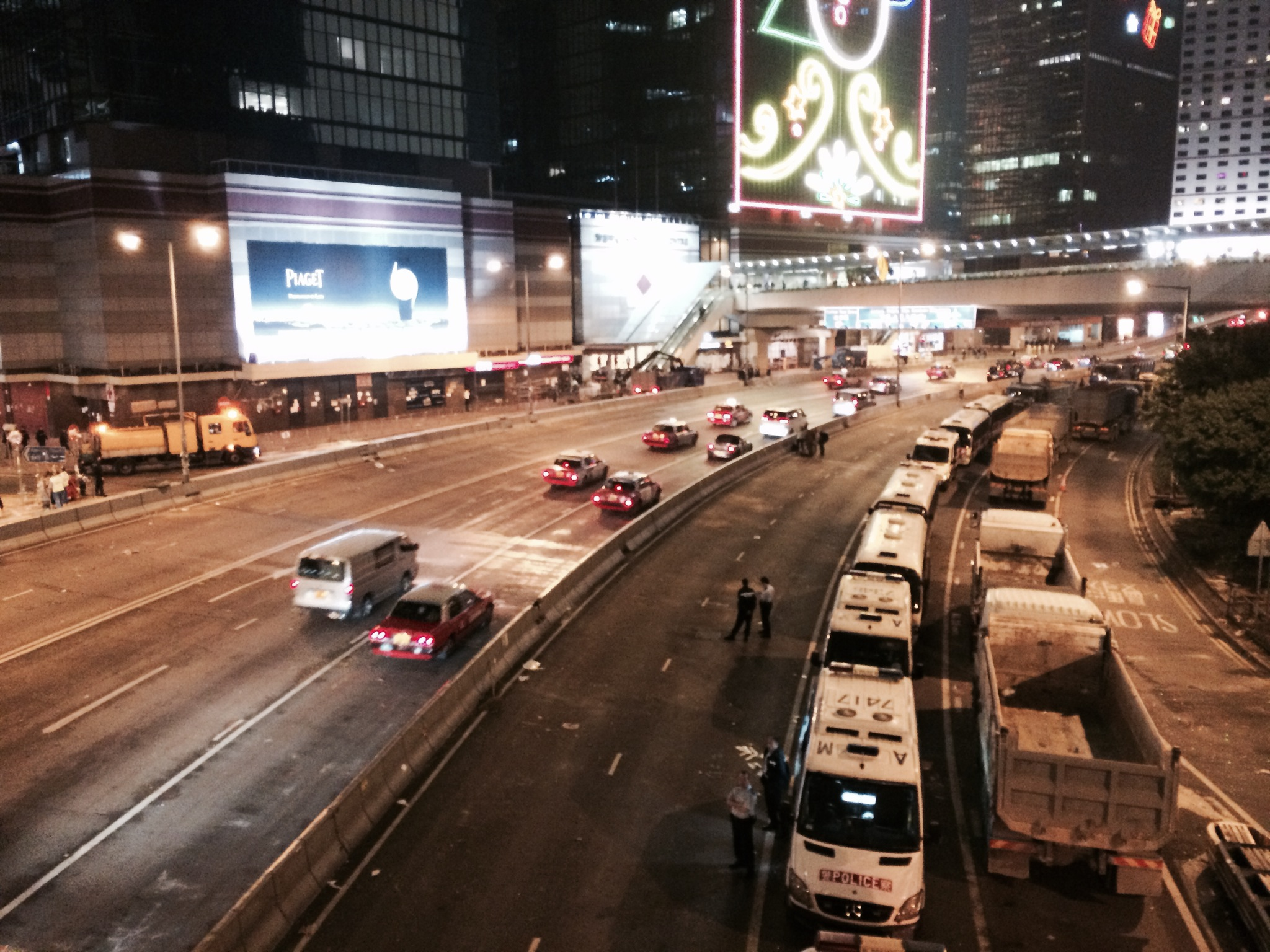
清場行動展開12個小時後，夏慤道西行線晚上9時許通車

12月11日，早上9時許，先由冠忠旗下跨境全日通的代理人及執達主任執行禁制令範圍內的清場工作，包括干諾道中東行、夏愨道東行至紅棉道的一段及紅棉道南行的4個路障，所需時間雖然比預期遲兩個半小時，延至下午1時前完成，但過程十分順利，一直在場戒備的警方並未有介入。而10時許，約200名示威者在清場期間留守解放軍軍營外的夏愨道，以手蹺手形式靜坐，等待被捕。
下午1時30分，警方於海富天橋以揚聲器向示威者發出最後通牒，給予30分鐘最後機會，讓佔領區內的人士離開，惟仍有近千人毋懼被捕風險，未有理會警告憤然向橋上高呼「警察可恥」。警方於下午2時設置封鎖區後，市民不容許進入範圍，示威者只可從龍匯道離開，任何人士離開需經警方登記市民身分證，不排除作日後追究之用，部分無意被捕者趕忙離開。
到下午2時30分，清場行動正式開始，大批警員在各路口組成人鏈封鎖佔區，然後兵分三路，由東、西、北同時向佔區推進。而佔領區大部分範圍已「人去營空」，警方沒遇阻撓。與此同時，警方將海富天橋及中信天橋列為行動區，只限傳媒可逗留，其他在天橋觀察警方清場的市民亦被驅散離開。有市民對警方的行動感到不滿，結果警方一度舉起黃旗，最終市民只能在遠東金融中心的大快活快餐店以近距離目擊清場進度。
行人天橋一帶列為行動區後，警方隨即全面進行金鐘佔領區清場行動，警員及特別戰術小隊逐一將物資站、自修室、象徵佔領運動的巨型黃傘，以及市民留言「連儂牆」等拆下及鋸走。路政署出動十多架大型車輛，包括九架夾斗車，清走警員拆毀的雜物，其後派食環署職員清掃街頭。清場行動展開12個小時後，夏慤道西行線晚上9時許通車，約晚上10時45分干諾道中東西行全線通行，但部分塗在路上的標語未及清理，整個清場行動歷時13小時。

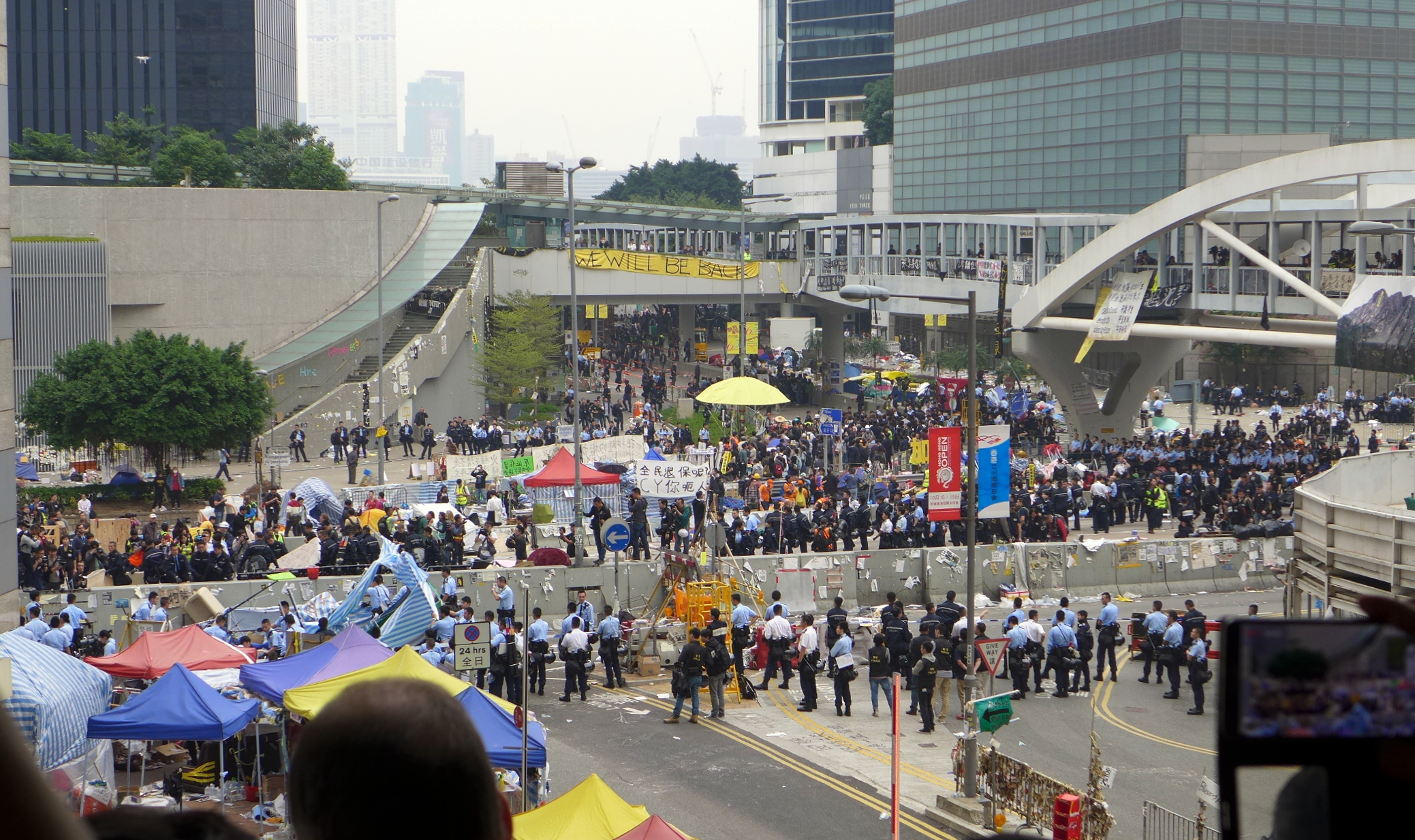
大批警員在各路口組成人鏈封鎖佔區
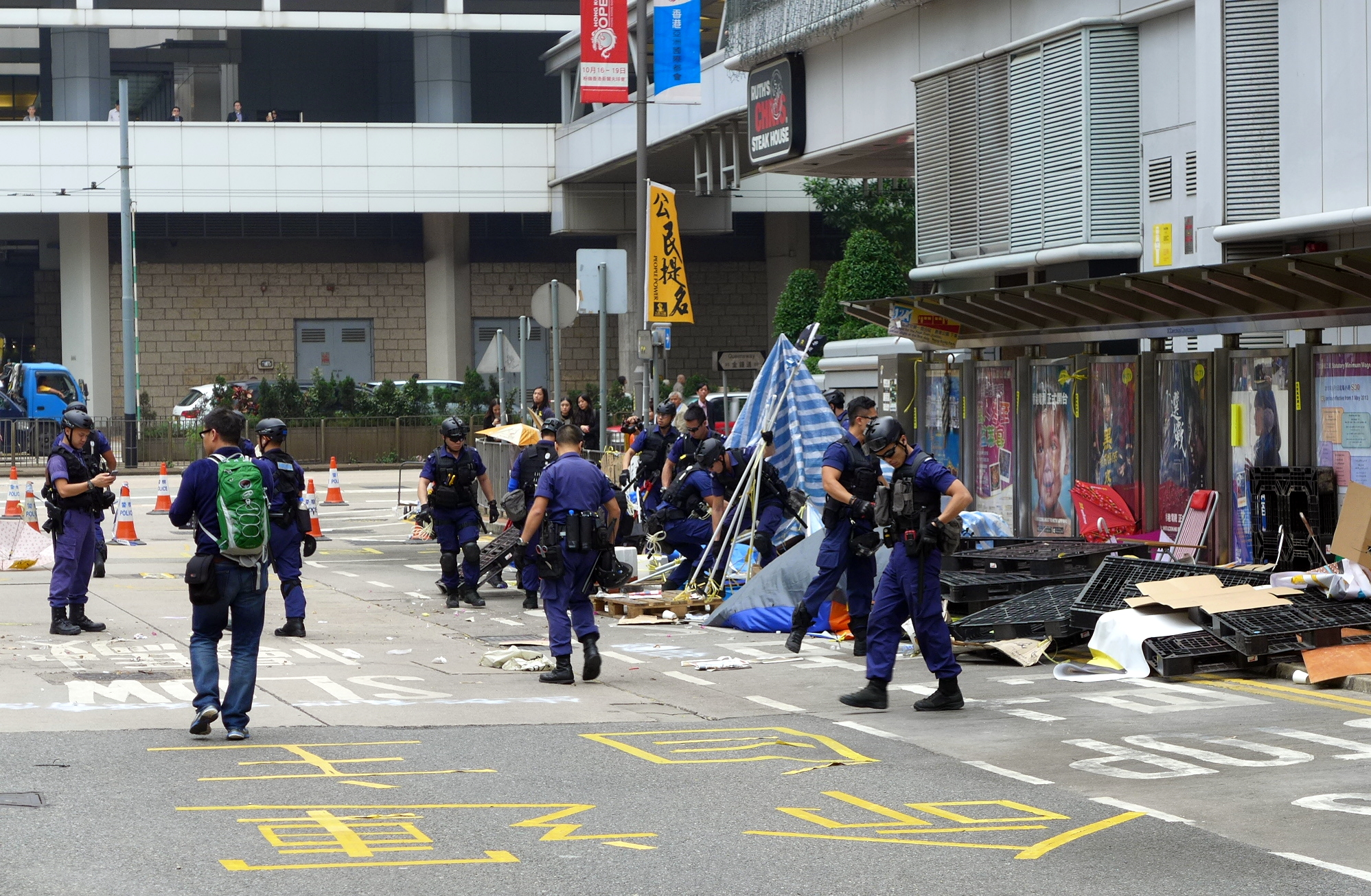
較複雜的路障由特別戰術小隊處理
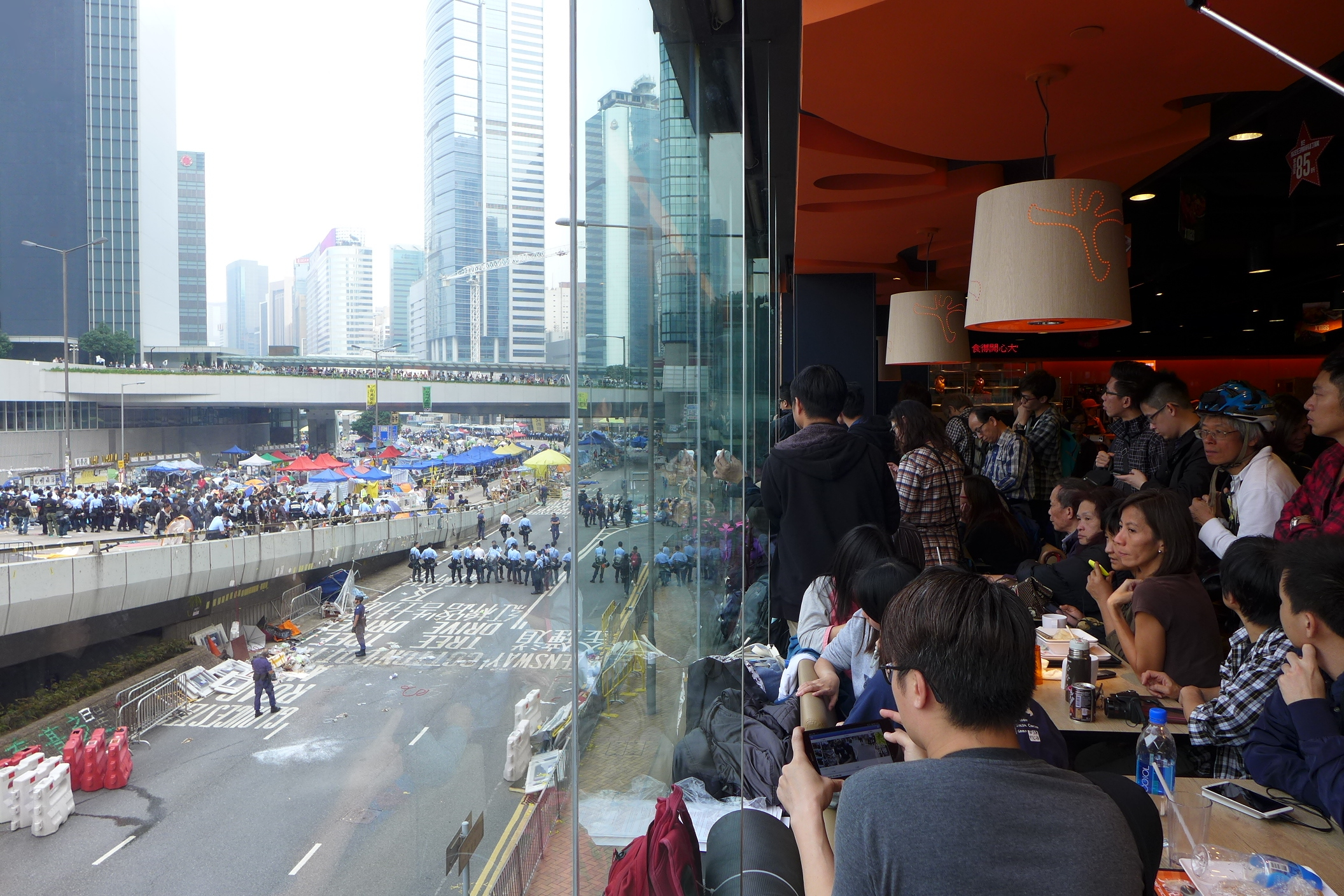
市民只能在遠東金融中心的大快活快餐店以近距離目擊清場進度
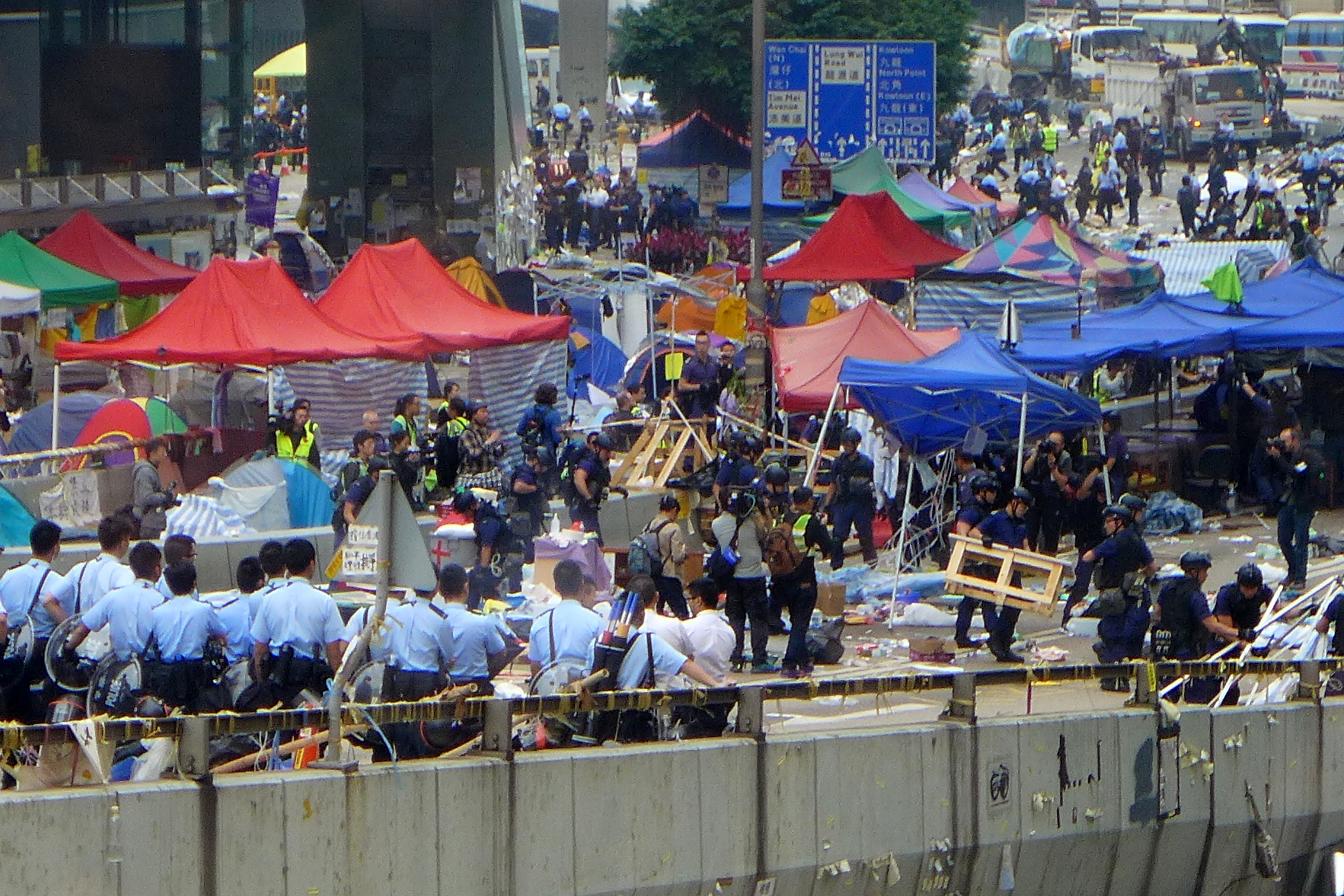
佔領區的遮打自修室於三分鐘內遭電鋸瓦解
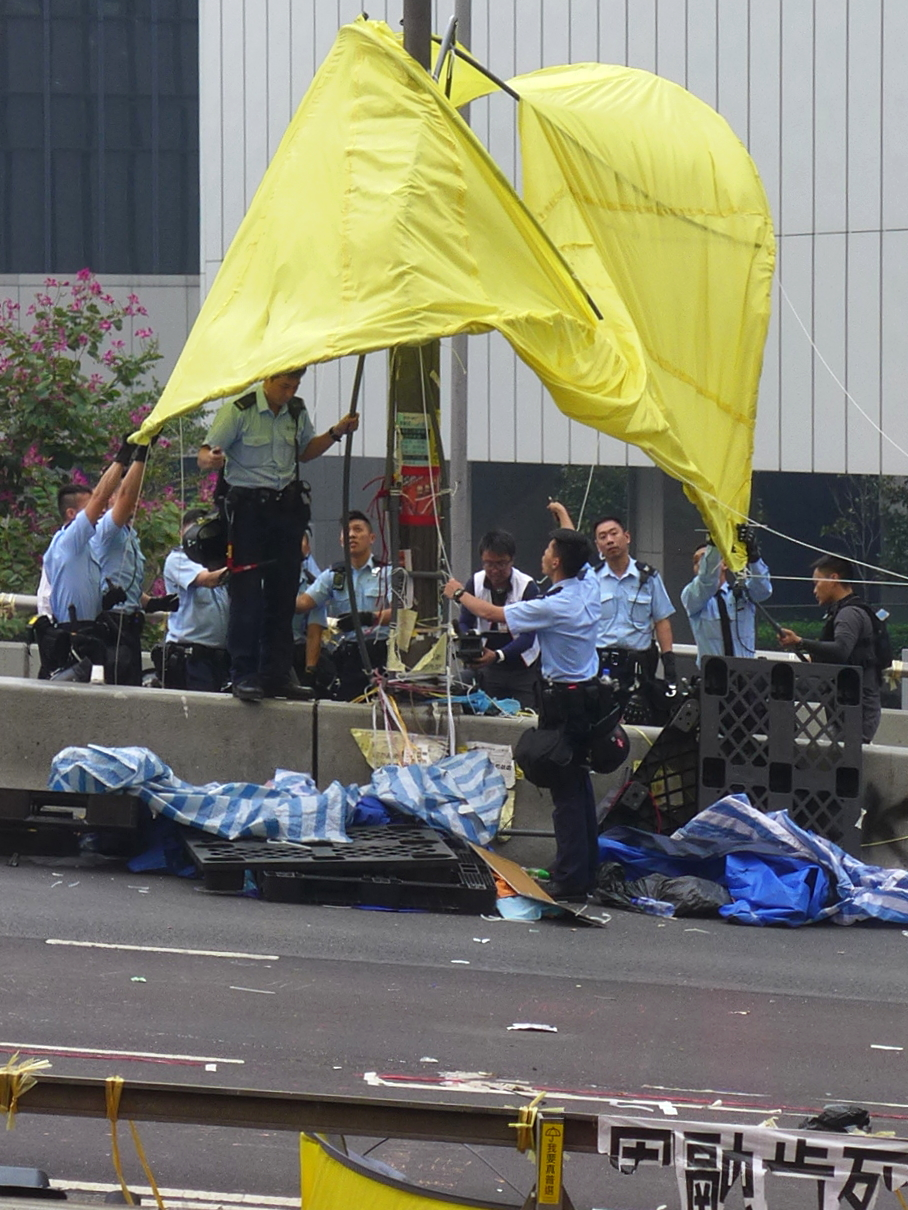
多把依燈柱而建的大黃傘，在警員合力下被拉扯破壞

正當大批警員在金鐘夏愨道進行清場期間，有逾百名集會人士，在海富中心對開的德立街及添馬街大叫「開路、開路」，警員築起人鏈阻擋，並呼籲他們盡快離開，否則驅散。
在下午4時半，警方開始處理由早上一直靜坐在解放軍軍營附近添華道的示威者。他們坐在地上組成人鏈，高呼「我要真普選」、「無畏無懼」等口號互相打氣。警員採取拘捕行動時，先上前向示威者講解原因及要求示威者合作站起，在兩名警員陪同下離開；若不合作，則由4名警員抬走，登上旅遊巴送往各區警署。

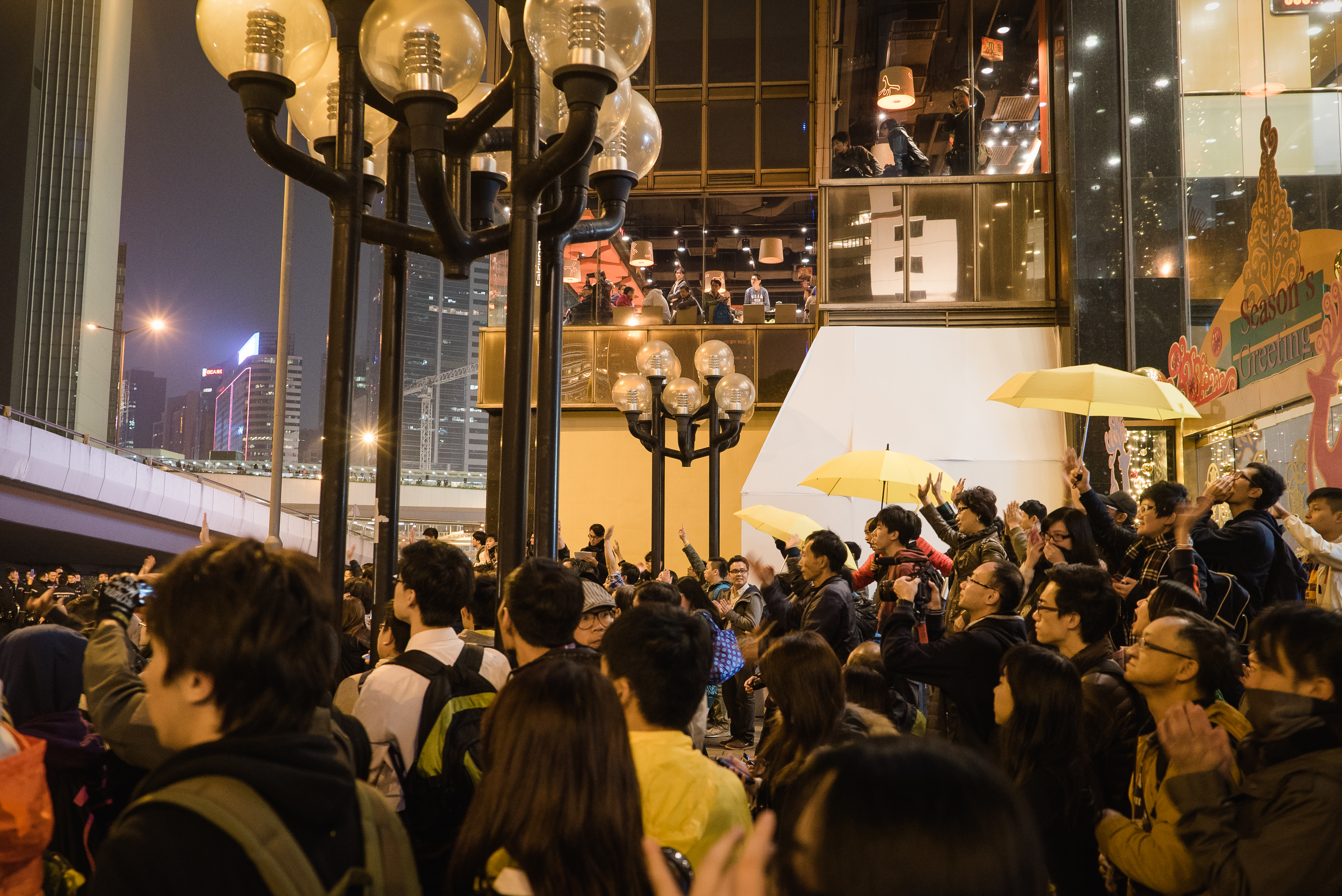
數十名市民晚上在夏愨道遠東金融中心一帶行人路舉行黃傘，向被捕者大呼「加油」

到晚上，數十名市民在夏愨道遠東金融中心一帶行人路舉行黃傘，向被捕者大呼「加油」，警方派出近百人戒備，防止衝出馬路重新佔領。
警務處助理處長張德強晚上宣佈，共有909名市民在封鎖佔領區時登記身份證後獲准離開，稍後或被追究刑責；247人行動中被捕，包括學聯秘書長周永康及15名泛民立法會議員，他們被控非法集會、阻差辦公等。在葵涌警署的50多人，清晨4時後全部離開警署，當中至少有20人自簽擔保離開，包括8名學聯成員，包括常委羅冠聰和常務秘書鍾耀華，及學民思潮成員吳文謙等3人。被送到屯門警署有30多人，經通宵扣查後於早上8時左右，全部離開警署。
以下為被捕主要人士名單：
- 香港專上學生聯會：祕書長周永康、常務祕書鍾耀華；常委羅冠聰、石姵妍
- 學民思潮：鍾禮謙、周可愛、吳文謙
- 民主黨：創黨主席及資深大律師李柱銘、 主席劉慧卿、立法會議員何俊仁、涂謹申、單仲楷、中西區議員許智峯、屯門區議員陳樹英、楊森、李永達
- 工黨：李卓人、何秀蘭、張超雄
- 公民黨：主席余若薇、副主席陳淑莊；立法會議員梁家傑、毛孟靜、陳家洛
- 社民連：梁國雄、曾健成
- 人民力量：主席袁彌明、立法會議員陳偉業、陳志全
- 教協：葉建源、韓連山
- 學者：周保松（中大副教授）、許寶強（嶺大副教授）、陳允中（嶺大副教授）
- 文化監暴：召集人何韻詩、成員何芝君、周博賢
- 民間人權陣線：召集人陳倩瑩、前召集人楊政賢、孔令瑜
- 其他：謎米香港行政總裁林雨陽、壹傳媒主席黎智英

而晚上7時許，一名本身有不適仍堅持上班參與清場行動的49歲警署警長暈倒送往律敦治醫院，於深切治療部急救，情況危殆，警務處處長曾偉雄晚上到醫院探望。

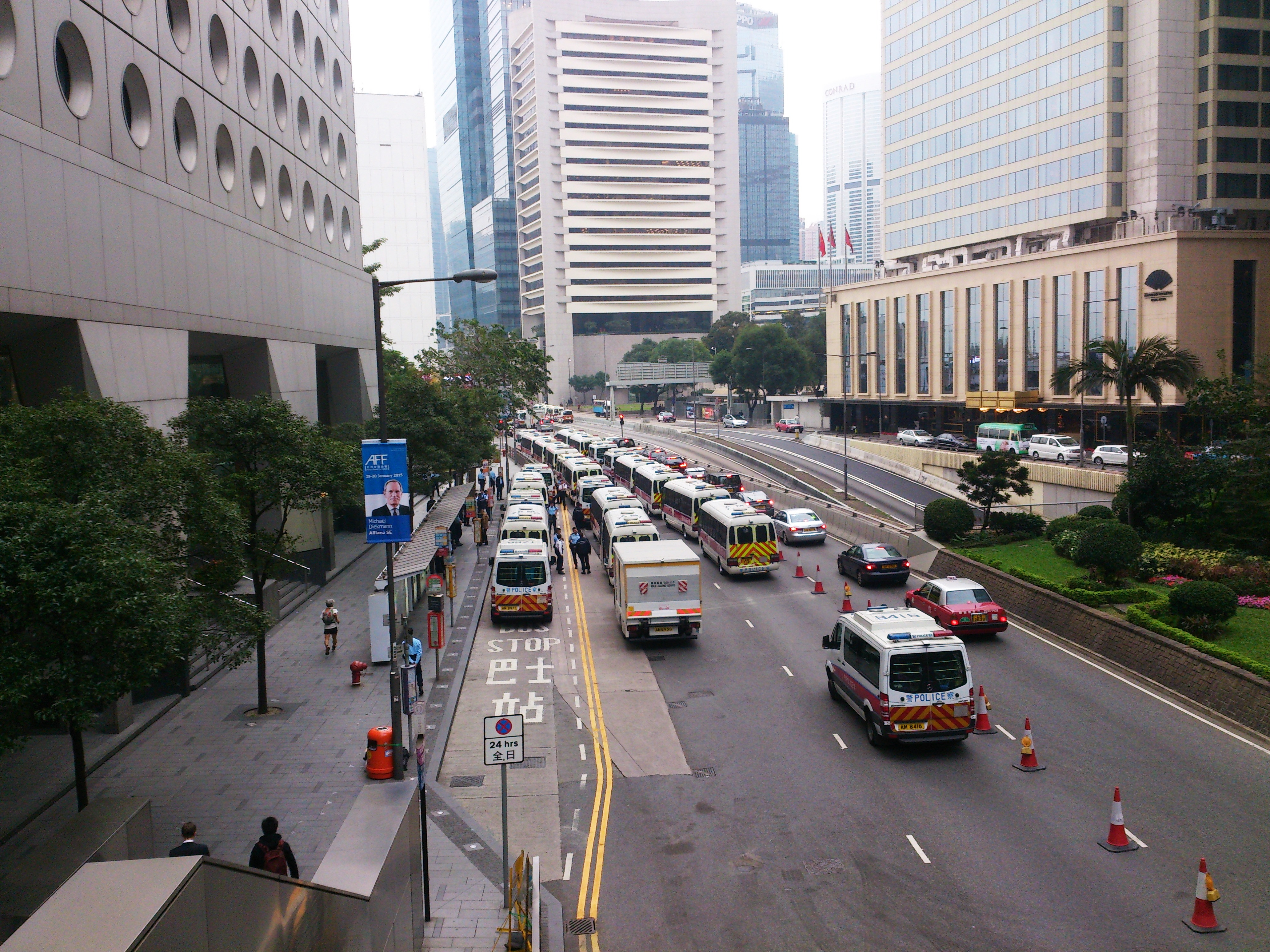
大量警車在中環一帶候命
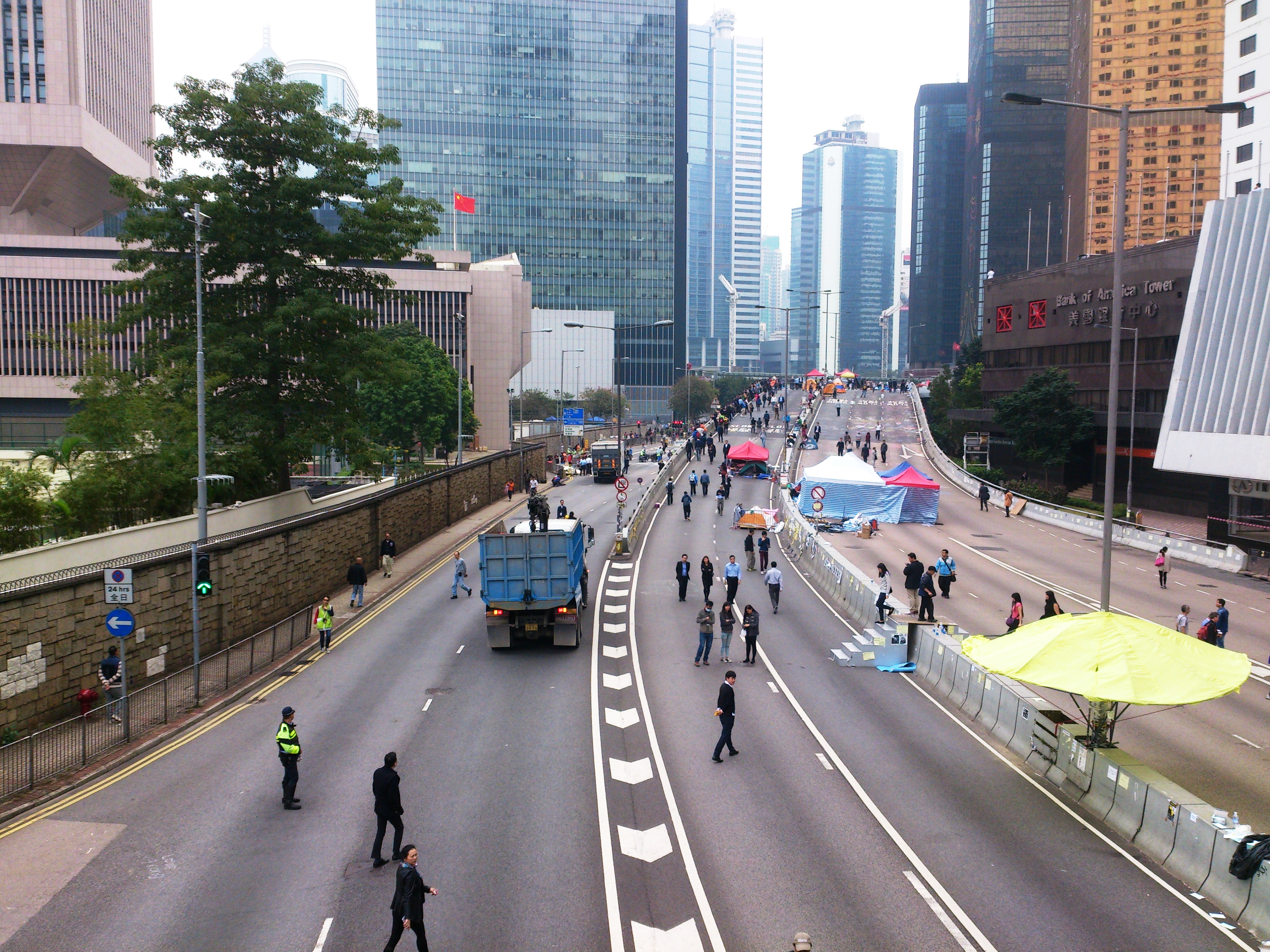
剛完成禁制令範圍清場的干諾道中近和記大廈
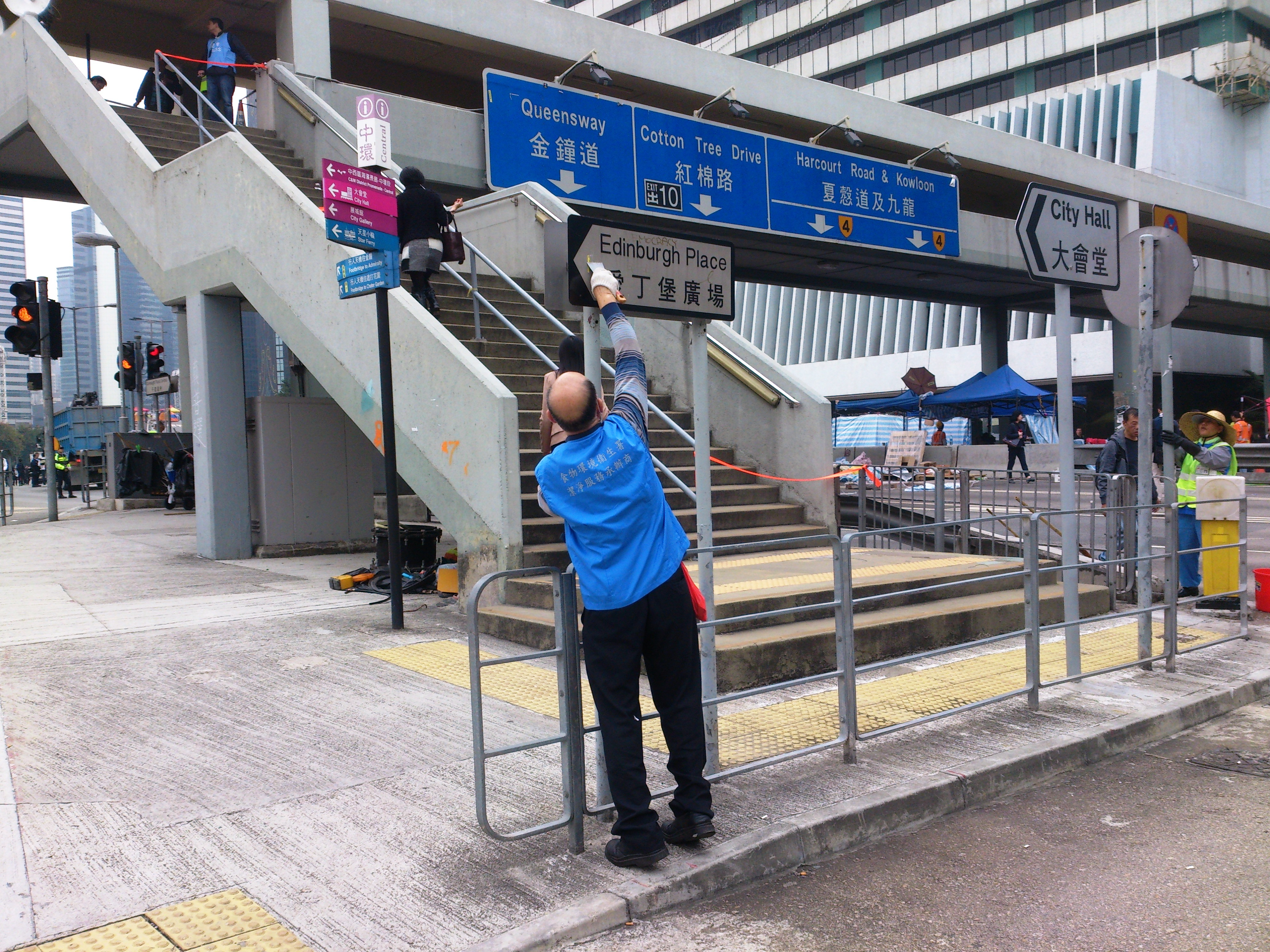
食環署清潔工人清理路牌上的標語貼紙
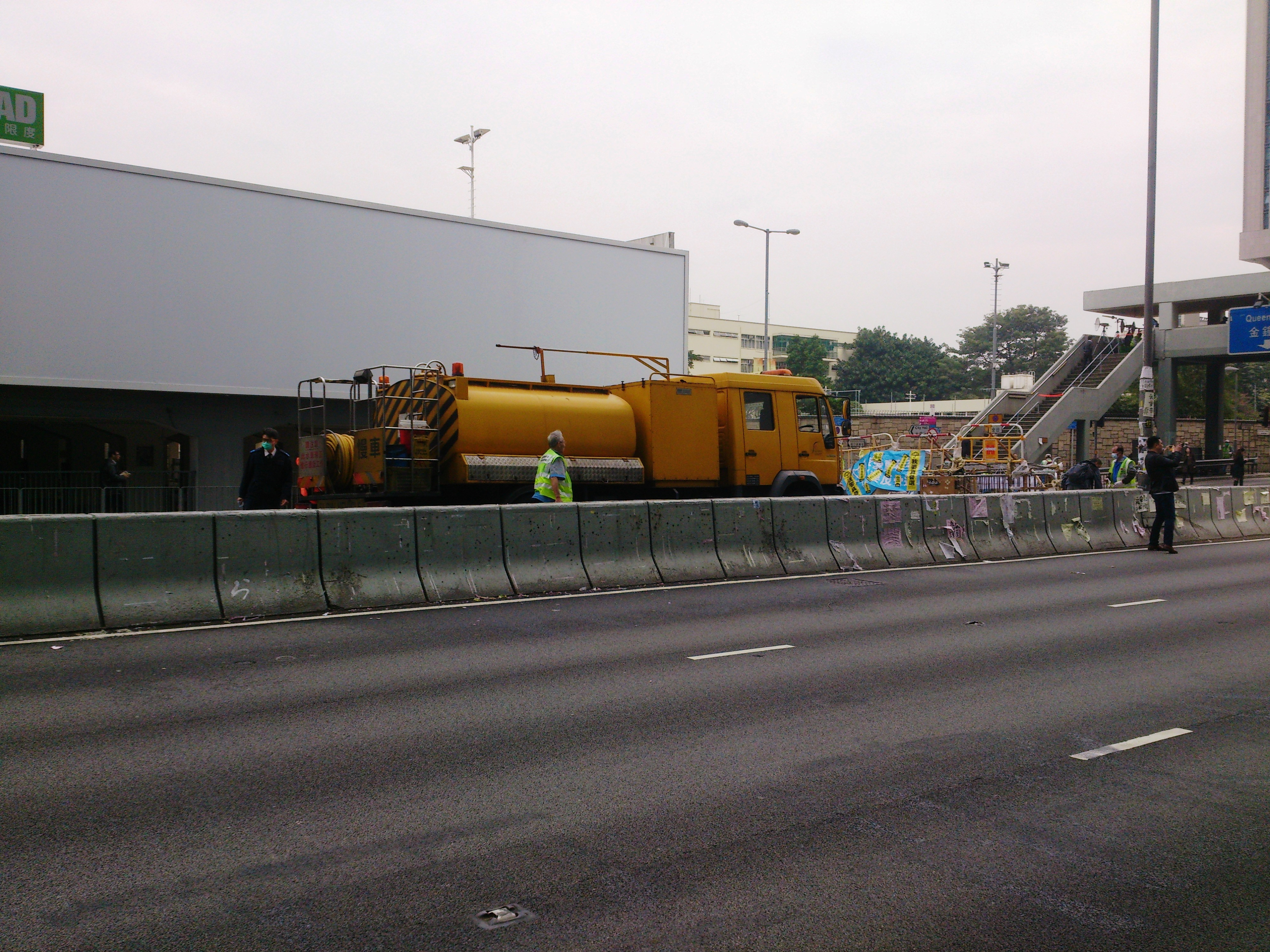
食環署洗街車負責沖洗路面

逾千警力花7小時清場後，路政署出動多架大型車輛，包括9架夾斗車，將有關拆毀的帳篷、黃色巨傘及欄杆等物件，運往中環填海區地盤內，雜物堆得如一個個小山丘，面積大如一個七人足球場。位置毗鄰香港摩天輪及快將開幕的AIA中環歐陸嘉年華，喧鬧的場景與現場的一片孤寂，形成強烈的對比。

## 12月12日
200人銅鑼灣真普選「報佳音」遭黃旗警告
香港佔領區的銅鑼灣繼昨晚有市民「鳩嗚」後，有由基督路小教會之報佳音活動。約200名市民晚上9時許在銅鑼灣佔領區起步，沿途高唱多首改詞的聖誕歌，諷刺警察濫權和爭取民主，並高呼聖誕願望是「我要真普選」，一度行至時代廣場，至晚上10時30分，警方出示黃旗警告，「報佳音」團認為聖誕報佳音不犯法，最後他們祈禱後和平散去。
7名市民在旺角「鳩嗚」團被捕
12日晚上和13日凌晨，繼續有市民在旺角多個路段，包括西洋菜南街、鼓油街、彌敦道和亞皆老街聚集，以購物為名到處集結，並阻塞該區的行人路和影響商舖營運，警方曾多次在現場作出勸籲和警告，要求他們盡快離開。其後，警方舉起黄旗，警告市民可能被檢控，已干犯參與未經批准的集結，要求和平有秩序解散，但他們繼續拒絕聽從。警方一度封閉西洋菜南街阻止市民離開。晚上11時，市民走到潮聯小巴站附近，被大批警員圍封，同時將現場部份小巴趕離。
到13日零時17分，警方在亞皆老街包圍約100名市民，作出最後警告要求立即解散，否則會即時採取拘捕行動，最後被包圍市民需登記身份證後方可放行。
警方在旺角區拘捕了7名人士，包括3男4女，年齡介乎16至52歲，當中有2名是通緝男子，另有5人干犯阻礙警務人員執行職務，未能提供身分證明文件，在公眾地方打交，有關案件由旺角警區處理。

## 12月13日
魔鬼山、獅子山現巨幡
早上7時，油塘高超道鯉魚門邨對上魔鬼山，出現一幅黃色巨型「我要真普選」標語，用尼龍繩掛在石上，有市民發現報警。當局迅速派出4名消防登山視察，標語於中午左右被拆除。。
另一方面，清晨6時許，有市民發現獅子山再度出現一幅黃色巨型標語，內容為「CY下台」四個大字。標語於中午被拆除。
警方宣佈下週一早上銅鑼灣清場
警方宣布，12月15日將到銅鑼灣佔領區清除障礙物，當日早上9時半會公布行動細節，呼籲佔領人士盡快離開。對於記者問不少市民會在聖誕及除夕在街上，警方如何分辨他們是購物或非法集結，警察公共關係科總警司許鎮德表示，有關人士心中有數，期望示威人士停止滋擾行為。
另一方面，12月11日金鐘清場後，由社聯運作位於添馬公園緩衝區運作至晚上結束。

## 12月14日
旺角「鳩嗚團」20人被拘
警方在凌晨於通菜南近旺角道一帶首次把旺角聚集者包圍，要求出示身分證，登記後放行，最終拘捕20名「鳩嗚」市民，年齡由15至65歲，他們被指以阻塞道路及影響商舖營業為由，涉嫌參與未經批准公眾集結，以及阻礙警務人員執行職務，包括一名現職勞工處主任的女輔警，警方會停止輔警職務，她現正保釋候查。勞工處表示正進一步了解事件。
另一方面，香港人優先不滿警方暴力清場後，繼續濫權打壓「鳩嗚團」，下午發起遊行抗議，事前向警方申請有300人參加，獲警方發出不反對通知書。警方在起步前點算人數只得17人，警務督察起步前警告成員，下次申請遊行估計的人數要準確。
張榮順促一國兩制「再啟蒙」
人大常委會法工委副主任兼基本法委員會副主任張榮順在深圳舉行全國港澳研究會年會上稱，指港澳工作有3個重要「任務」，認為港澳回歸以後，他們對一國兩制及基本法的「另類詮釋」頗為奏效，令一些港人有「截然不同」的認識。因此要進行「一國兩制」的「再啟蒙」，並要把一國兩制和《基本法》「講清楚、弄明白」。包括2014年6月國務院發表的《白皮書》。

## 12月15日
銅鑼灣清場行動 17人被拘捕

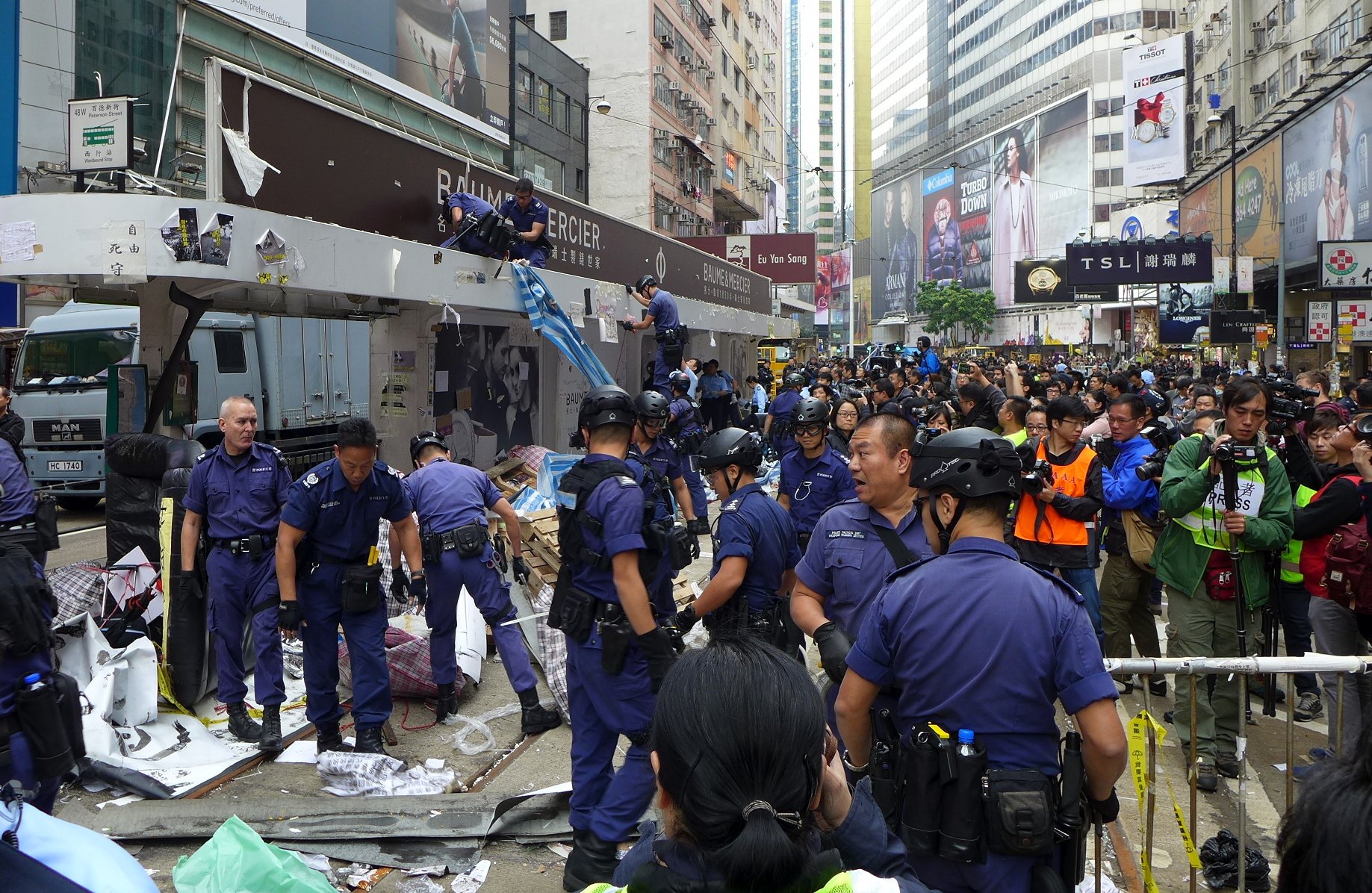
特別戰術小隊迅速清除銅鑼灣佔領區

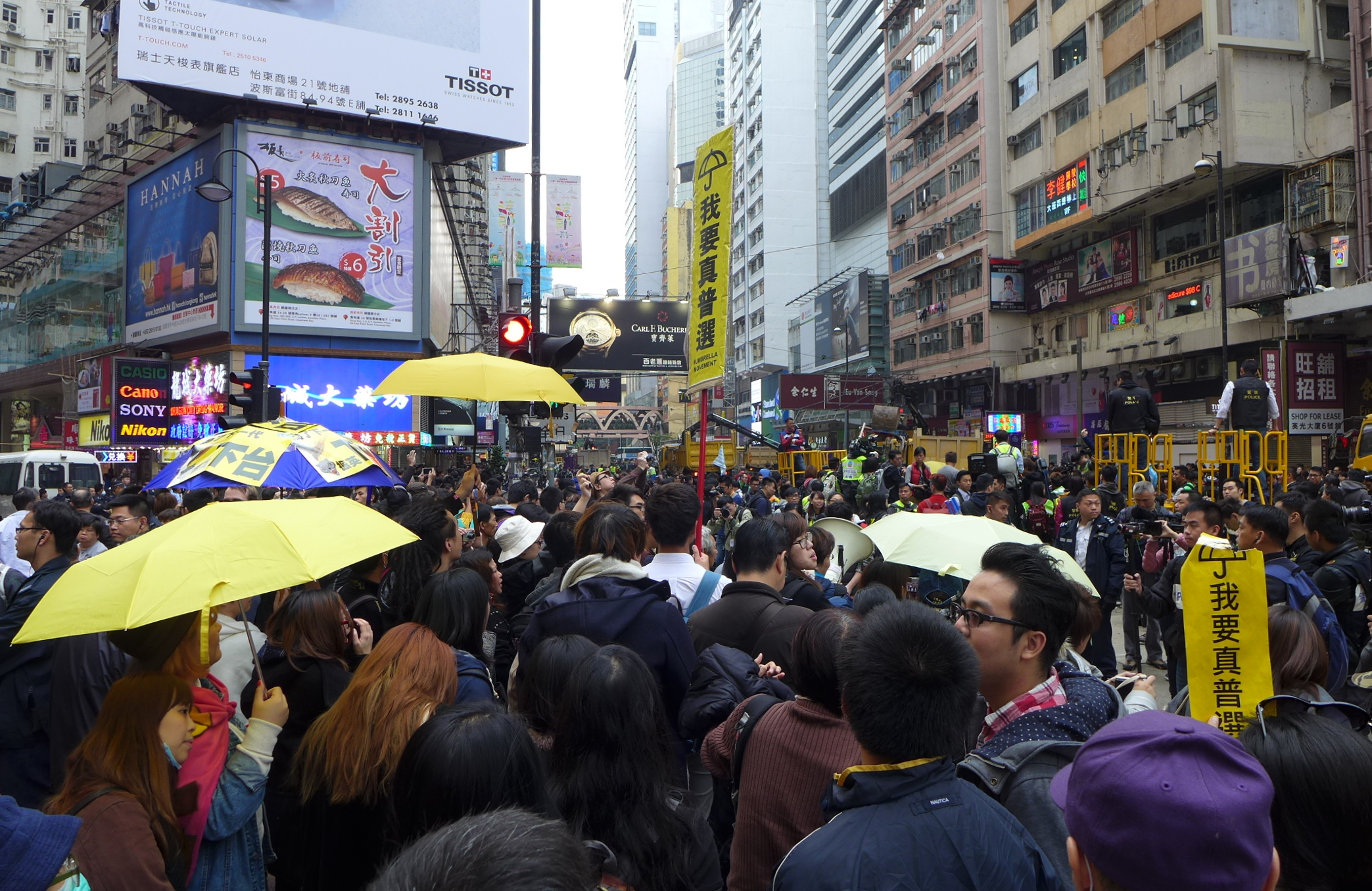
清場後，不少市民在封鎖區外撐起黃傘聲援

12月15日，約800名警員在早上9時抵達銅鑼灣佔領區，呼籲留守者立即離開，之後將由糖街至波斯富街一段怡和街及軒尼詩道將全綫封閉。到10時20分實施封鎖區後，留守者仍可選擇自行離開，但要登記個人資料。其後由特別戰術小隊展開清場，利用工具將怡和街一段東行綫的路障清除，夾斗車迅速到場移走障礙物，經過約兩個小時清場行動後，於下午1時05分重開道路。
警方於12點半前展開拘捕在場留守的最後17名佔領人士，包括早前曾被拘捕、年約90歲的黃伯及78歲的吳伯、公民黨立法會議員陳家洛及樹仁學生會成員陳珏軒等。各人並無作出反抗，自行登上警方安排的旅遊巴。而不少市民在封鎖區外撐起黃傘聲援。
特首梁振英出席善德基金會就職典禮時，指過去兩個多月佔領行動對香港社會最大影響是「破壞法治」，香港市民要反思及總結香港要追求的是怎樣的民主。對於佔領人士提出「政治問題，政治解決」，梁振英回應指政治問題若涉及違法行為，便要執法單位解決，強調任何人都不應違法。

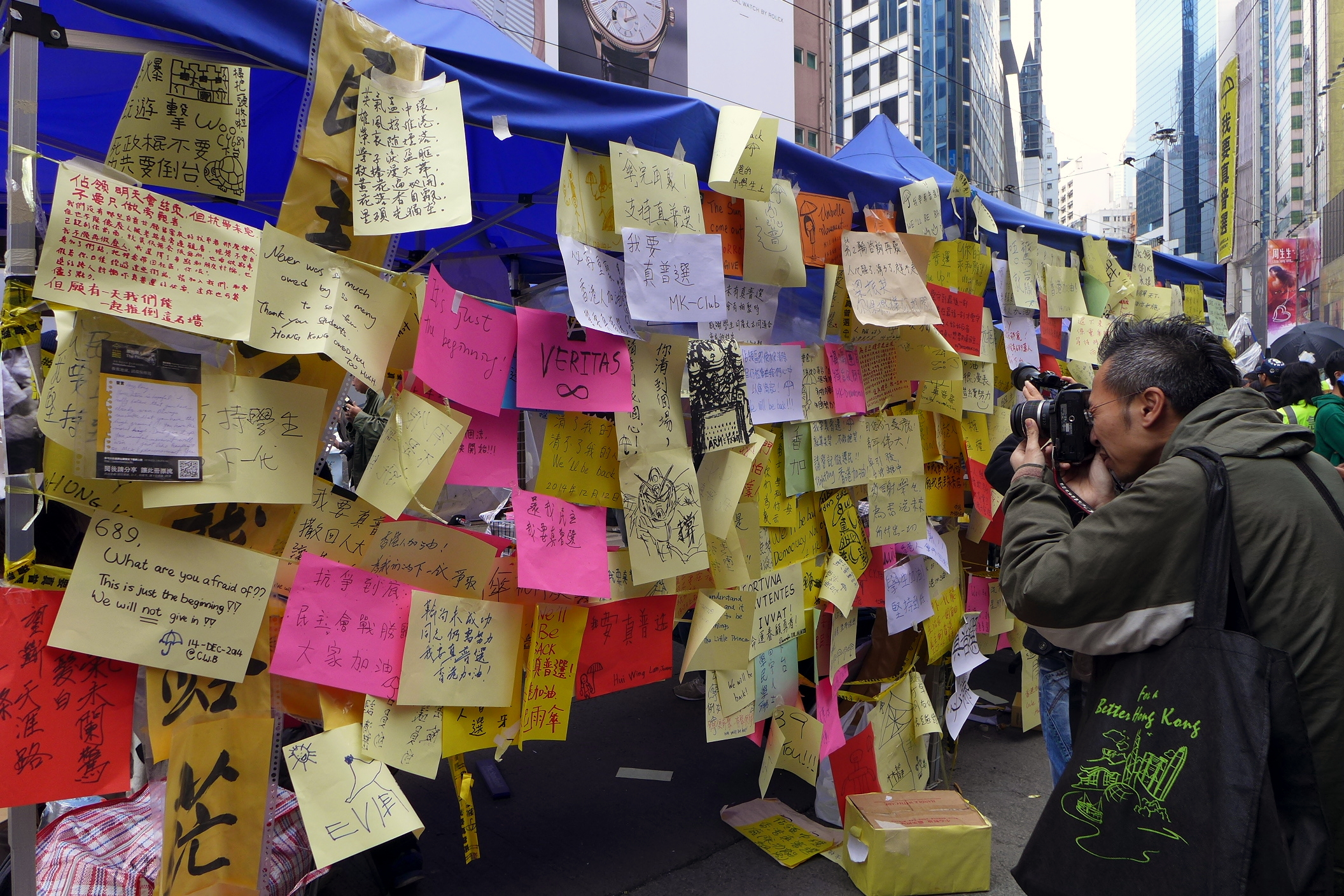
市民趁最後機會在佔領區留影
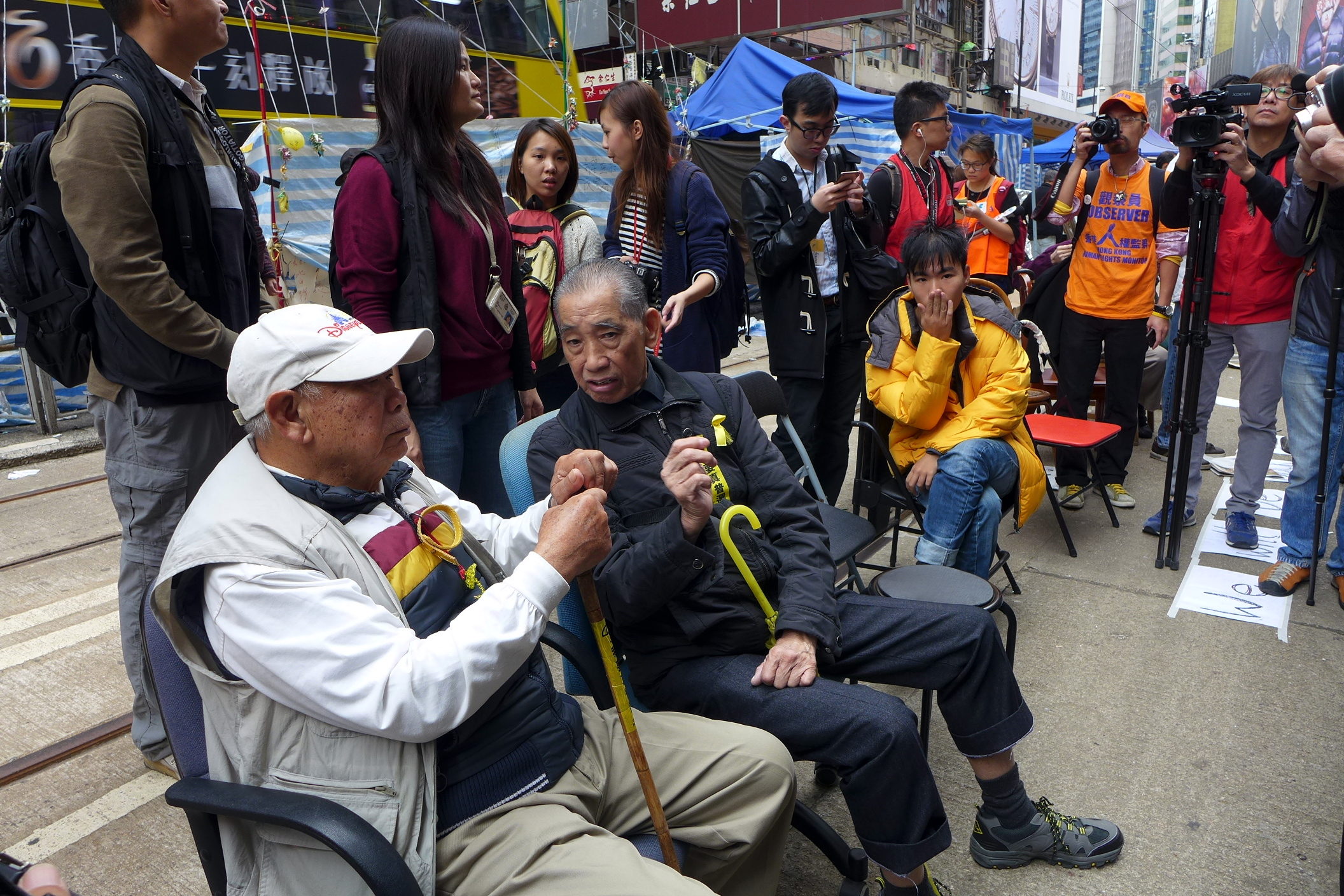
早前曾被拘捕、年約90歲的黃伯及78歲的吳伯在場留守
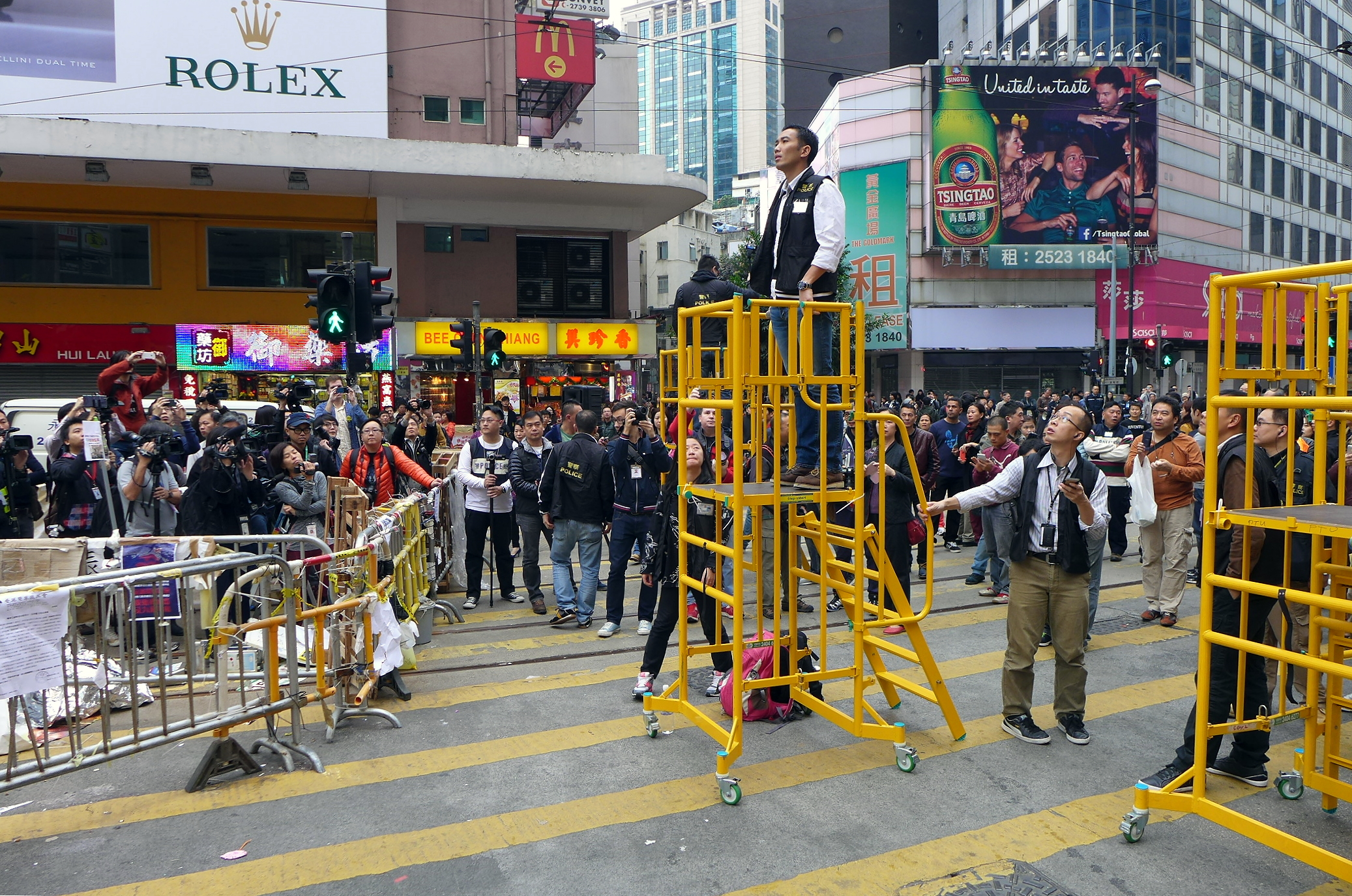
警方站上警方用作廣播的高台，呼籲留守者立即離開
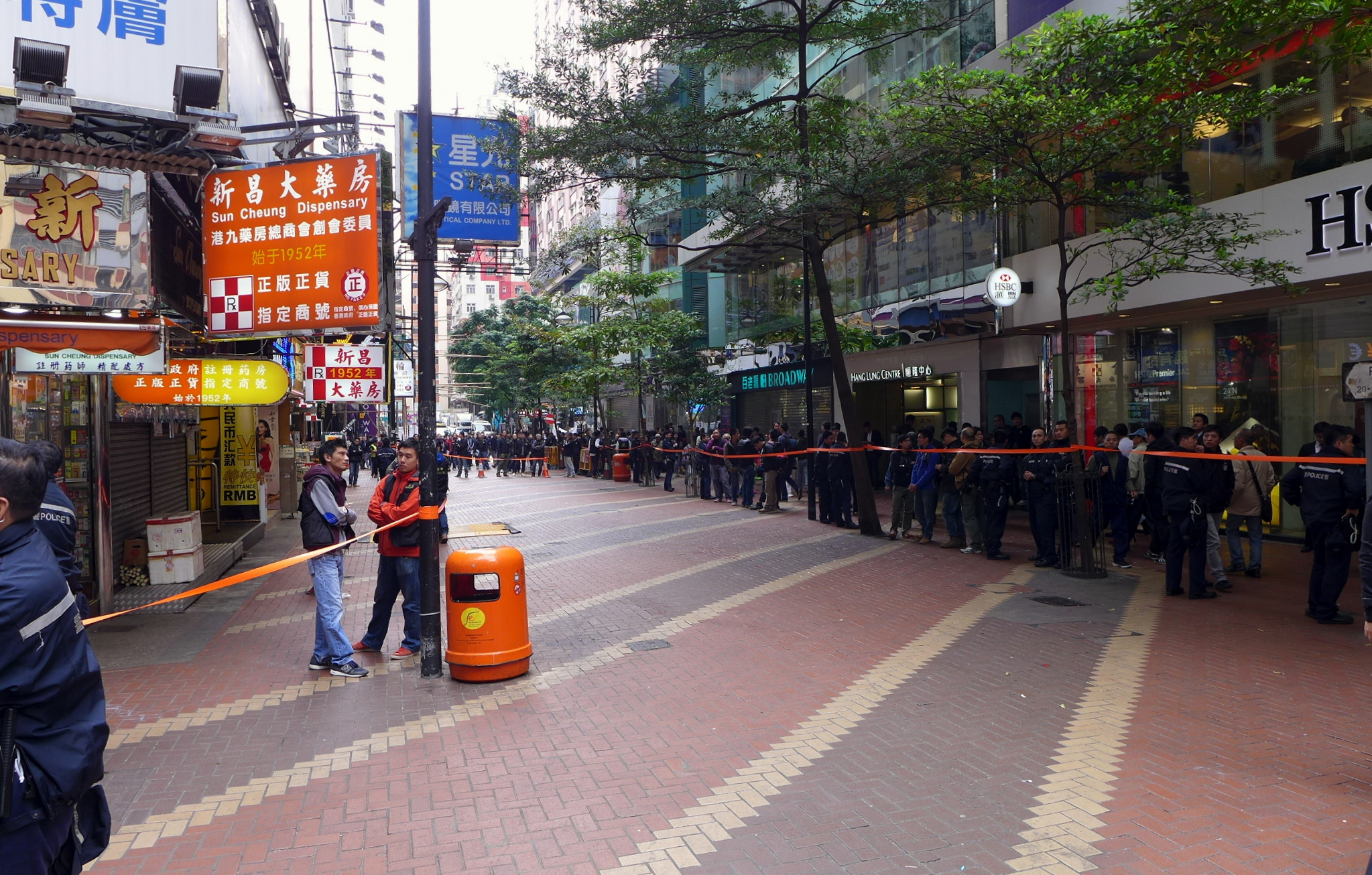
到10時20分實施封鎖區後，留守者需經百德新街登記個人資料才可離開
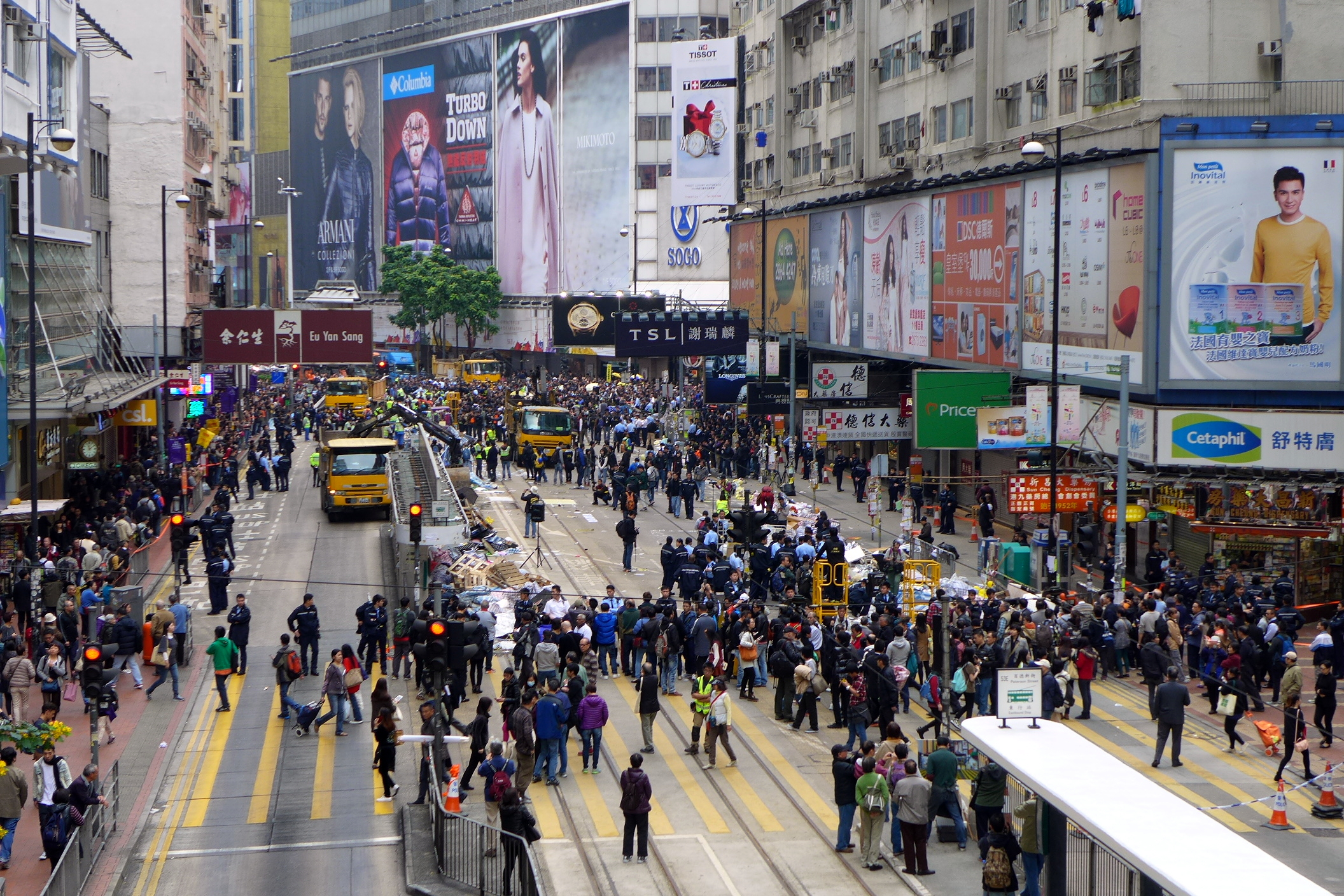
夾斗車迅速到場移走障礙物

立法會職員要求留守者離開
立法會秘書處下午2時派人到大樓外，要求霸佔立法會示威區的佔領人士，按行管會要求馬上執拾私人物品離開。至下午3時終派保安清場，大部份留守者則早已自行執拾物品離開，以免被職員沒收物資。只有數名被佔領人士職員抬走，沒有人被捕。
警務處長曾偉雄舉行記者會總結
警務處處長曾偉雄於雨傘革命結束後舉行記者會，稱警方會在3個月內完成所有有關調查，並強調會投入更多資源調查佔中主導者，將他們「緝捕歸案」；他並指警隊連日來行動「忍辱負重，百折不撓」，總結佔領行動「暴力開始，和平終結」，對於警方使用暴力的質疑，包括用警棍追打示威者至頭破血流、向舉高雙手的示威者噴胡椒噴霧等是否恰當，他回應稱「市民的確心中有數」，又形容警方採取的手段「恰當」。
曾偉雄被記者問警方是否變成政治工具，曾指記者「更加係離題」。曾又稱，市民往往受偏頗言論影響，對雙方不公道，表示警方於完成清場後合照是「人之常情」。
縱使香港政府、各大香港傳媒以12月15日銅鑼灣及立法會外示威區被清場作結，在添美道行人路及英國駐港總領事館外行人路仍然有示威者繼續留守。至2015年5月，仍有約140-150個帳篷駐扎在添美道一帶的行人路上。

## 後續
各地再現大型標語

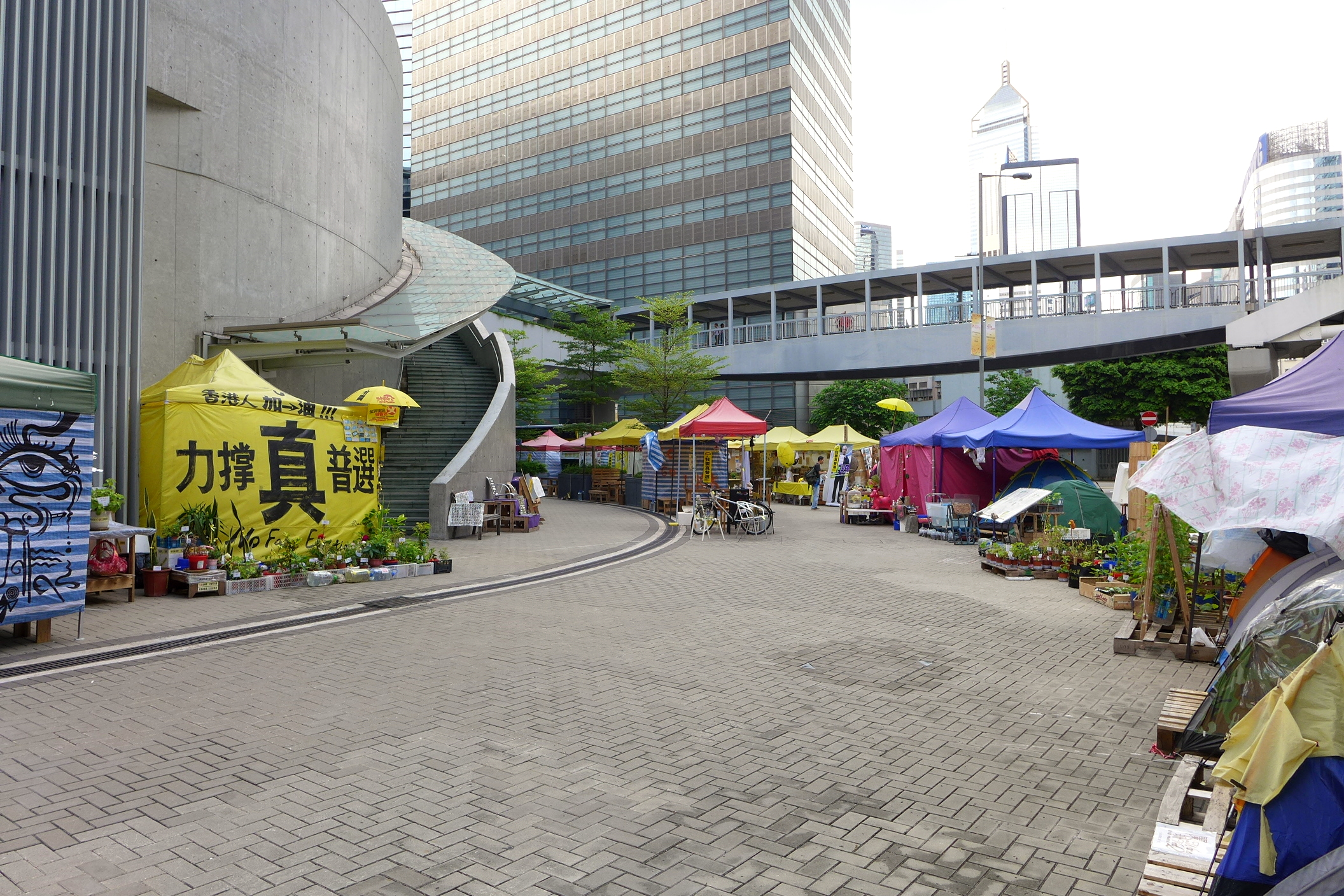
原本佔據立法會示威區的示威者在添美道附近繼續駐紮，稱為「添美新村」

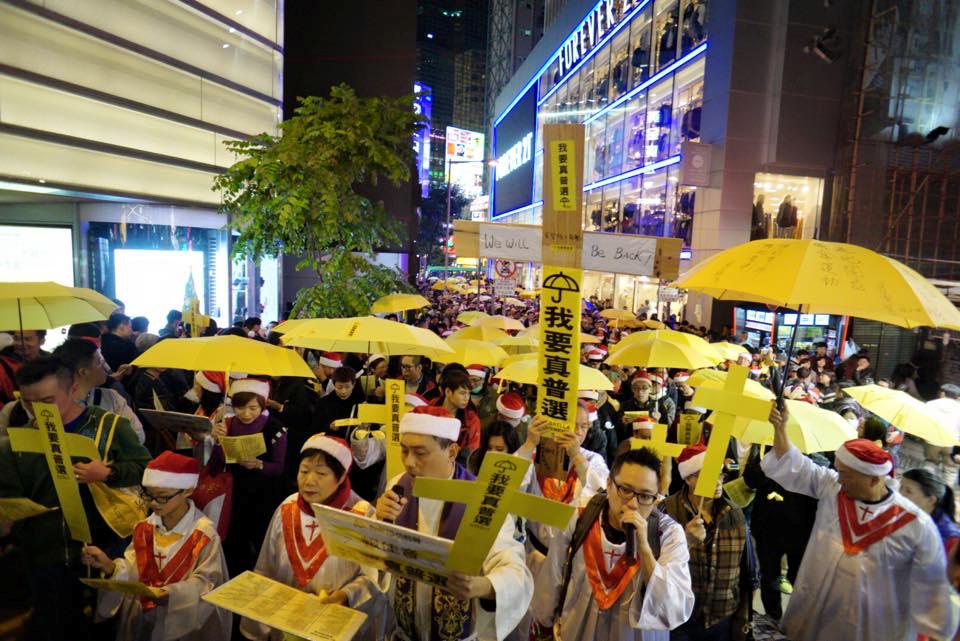
2014年12月24日，基督路小教會張大衛牧師、畢國雄傳道、梁君培牧師。佔中後援會快必譚得志、與民眾一邊唱改編歌要求普選、批評警察濫用暴力，一邊遊行向時代廣場參加平安夜倒數

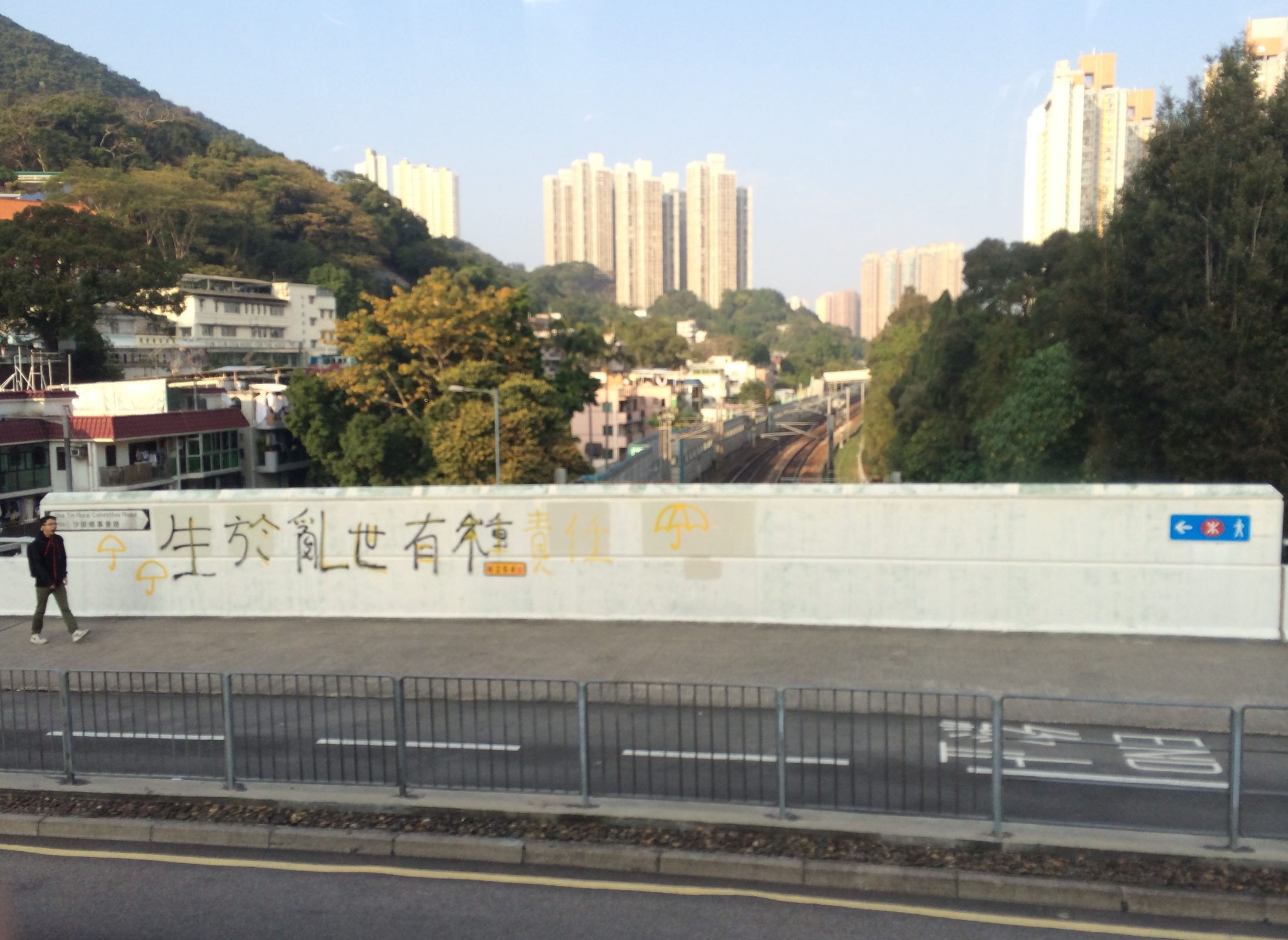
位於沙田的塗鴉，不足數天被清除 (2015年2月)

12月16日，太平山的峭壁上，被人掛上一巨幅，黃底黑字寫上「勿忘初衷」。警方已接獲市民報案，並已通知漁護署處理，並指標語6米長、1米闊。下午5時許，消防員把巨型標語拆下。到12月29日，獅子山再次被人掛上我要真普選巨型標語。該幅標語約長8米、闊2米，垂直掛在獅子山山頂。警方早上接獲市民報案，指發現獅子山山頂被人掛上巨型標語。接近中午，消防員在政府飛行服務隊協助下，到達山頂拆除標語。
12月24日早上8時許，警方接報指，在長洲大貴灣長貴路一幅斜坡，發現一幅約10米乘1.5米、寫有「我要真普選」的橫額。警方列作發現橫額案，轉交相關部門處理。。
2015年1月4日西貢蚺蛇尖近山頂位置，11時29分，有市民發現一幅巨型黃底黑字「我要真普選」標語，警方接報到場視察，估計標語大小1x5米，通知有關部門到場清拆。下午2時許，政府飛行服務隊直升機已抵達現場，準備吊下消防員將標語拆除。。
吐露港公路現巨型燈泡雨傘
2015年2月24日，大埔逸瓏灣對開一條橫跨吐露港公路的天橋，出現一個象徵「我要真普選」的巨型燈泡雨傘掛在橋邊，仿似農曆年燈飾般照亮路面，遠至中文大學宿舍亦可見到。警方接到市民報警後即通知機電工程署、食環署及召消防員到場處理。。
除夕動員千警戒備再拘多49人
時代廣場及尖沙咀廣東道疑怯於「鳩嗚團」而取消舉辦2014年除夕倒數活動。旅發局則無懼風雨，宣佈如常舉辦「新年·新世界·香港除夕倒數」。旅發局稱有應變機制應付突發示威，亦與警方協調以確保當日秩序。文化監暴成員何韻詩、黃耀明計劃於聖誕節當日下午，在港九各區街頭流動演唱及重遊三個佔領區。保安局局長黎棟國指，提醒在網上呼籲在聖誕節遊行示威的人，要依法表達意見。12月31日，警方發稿表示，過去數天在旺角拘捕49人，年齡介乎13至76歲，干犯的罪行包括襲警、阻礙警務人員執行職務、在公眾地方行為不檢及刑事毀壞等。人民力量和佔中後援會名成員於12月30日晚上亦在尖沙咀鐘樓附近示威，並在煙花匯演時與群眾一同高呼：「我要真普選！」要求重啟政改諮詢。 工黨則在銅鑼灣時代廣場外放置「連儂牆」巨型紙板，讓市民寫上新年願望，成員又向途人派發黃色氣球和佔領行動的宣傳單張，呼籲市民登記做選民。 旺角「鳩嗚團」除夕夜出動，龍頭高舉耶穌畫像，不斷高叫「我要真普選」和「天國已經近了，黑警應當悔改」等口號，至深夜人數增至百人；踏入凌晨，鳩嗚團派發黃色氫氣球，倒數後一齊放上天空，警方即時舉起黃旗警告，群眾和平散去。
初中生於金鐘連儂牆塗鴉被捕
警方在12月22日凌晨約12時42分，在金鐘連儂牆採取行動，拘捕兩人，其中一人為中三女生，警方指兩人以粉筆塗鴉，涉嫌刑事毁壞，兩人被帶上警署送中區警署，警方同時封鎖連儂牆。警方於12月29日向少年法庭，為女童申請保護令接管女童，裁判官指女童父親沒能力照顧女童，接納申請，女童被送往屯門兒童及青少年院（俗稱六合院），聆訊日期押後至2015年1月19日，等候社署提交報告。學民思潮就呼籲市民參與聯署聲明，以表對警方在少年法庭對女童申請保護令和法庭裁決的不滿，盡力聲援被捕女童。
12月31日，資深大律師李柱銘以少女代表律師身份，向高等法院申請保釋，由於控方不反對，獲法官下令釋放少女，但她在保釋期間要居於父親的地址、繼續學業、每晚10時至早上6時守宵禁令，而且每次外出，均要由父親或姐姐或社工陪同。案件押後至2015年1月19日在屯門兒童法院再訊。
《撐起雨傘》高票奪得「2014年度叱咤樂壇流行榜頒獎典禮我最喜愛的歌曲大獎」
由商業電台主辦的「2014年度叱咤樂壇流行榜頒獎典禮」於2015年1月1日舉行，其中最矚目的獎項是由一人一票於數百首在2014年上榜歌曲中，分為幾輪投選的「我最喜愛的歌曲大獎」。經過由數以十萬計樂迷在網上的多輪投票中選出20強、10強及5強歌曲之後，由頒獎禮全場超過八千位樂迷於現場從最後5強中揀選一首歌曲，並最終由代表著2014年雨傘運動的歌曲《撐起雨傘》以大比數樂迷投票支持而奪得。
當晚奪得大獎時，歌手黃耀明帶同幾位十多歲的年輕人上台，聯同作曲人Pan（羅曉彬）、歌手何韻詩、葉德嫻、方皓玟、RubberBand樂隊成員泥鯭等演繹歌曲。歌手何韻詩指出：「2014年香港經歷巨變一年，喺呢個充滿權貴嘅地方，雨傘運動話畀我哋知有發聲地方，今日企喺呢度，相信香港進入嶄新年代，面對更多打壓不公義，面對高牆大家劃上意志可以遍地開花，撐起雨傘記錄一個時代。」黃耀明則說：「提醒香港人要為自己發聲，希望大家經歷覺醒，流行音樂亦要經過覺醒。」
警方後續拘捕行動
警方於2015年1月2日開始進行大規模「法律追究」，要求佔中三子戴耀廷、陳健民、朱耀明、香港專上學生聯會、學民思潮核心成員，及最少8名泛民立法會議員等30多人，就不同程度的「非法集結」罪行協助調查。警方的刑事總部調查隊於1月2日起早上開始致電懷疑煽動他人參與非法集結或主動組織的人士，認為他們在佔領行動中，角色較主動，當中包括香港專上學生聯會正副秘書長周永康、岑敖暉、常委羅冠聰、常務秘書長鍾耀華、常委梁麗幗、常委張秀賢、學民思潮發言人黃之鋒、黎汶洛及成員周庭、林淳軒，新民主同盟范國威、公民黨梁家傑、陳家洛、陳淑莊、職工盟李卓人、工黨何秀蘭、人民力量陳偉業、陳志全、普羅政治學苑黃毓民、熱血公民陳雲、社民連梁國雄、壹傳媒集團前主席黎智英等等，都會被控「召集及組織非法集結」、「煽動非法集結」及「參與非法集結」3條罪名。
而2014年11月底開通旺角佔領區道路後，示威者多次「流動佔領」，夾雜滋事及激進分子，警方至2015年1月中先後拘捕320人，分別涉拒捕、刑事毁壞、襲警及阻礙警務人員執行職務等。
有市民就警方於佔領行動期間涉嫌濫權入稟索償
2015年1月17日，首次有市民就警方於佔領行動期間涉嫌濫權入稟索償。男子劉文昌（譯音）及19歲女生Alice，他們分別透過同一間律師行入稟，控告警務處處長及兩名不知名警員於去年11月末完成彌敦道清場後施用酷刑及非法禁錮，嚴重侵害人權，違反《基本法》及《人權法》，並附上傳媒拍下的照片。而警務處處長須就此負上責任，遂興訟索。
案件已排期2015年7月9日開庭，進行核對列表審核聆訊。
旺角再度被短暫佔領
2015年4月26日晚上11時，被稱爲「美國隊長」的容偉業及長駐於旺角的畫家潘先生突然被捕，數十名參與流動佔領的市民突然於信和中心外衝出馬路佔領逾一小時，要求警方釋放兩人，為四大佔領區清場後首次再有同類事件發生。凌晨一時，警方曾使用胡椒噴霧驅趕，有多人受傷。其後有約200名市民前往太子道旺角警署聲援，要求釋放彌敦道衝突事件被捕人士的市民，凌晨開始漸漸散去。。
一名男子佔旺涉阻差辦公跳樓亡
一名31歲失業裝修工於2014年10月17日雨傘運動期間，疑因於彌敦道近亞皆老街交界的警察防線前「揈手揈腳」，被控阻差辦公罪。案件原定2015年5月6日開審，但控方今通知法庭，指收到警方通知，他於周一與家人爭執後從寓所的廚房跳樓身亡，其個人資料與被告脗合。辯方亦透露上周日還與被告就案件開會，當時被告未有異樣，但翌日被告老父已通知法援署，表示兒子跳樓亡。由於辯方暫未能出示被告的死亡證，控方未能正式撤控，故案件將押至5月27日再提堂。
添美新村清拆
2015年6月24日，地政總署清拆添美道行人路的添美新村。警員在旁戒備。由佔領中環至雨傘革命而引發的佔領行動終告一段落。
巨幅於佔領行動接近一週年後重現夏愨道行人天橋
2015年9月20日，通往金鐘政府總部的夏愨道行人天橋，被人掛上「我要真普選」黃色巨型橫額。其後警方證實，早上10時43分接獲報案，指有人於夏慤道18號掛橫額，暫列「發現橫額」處理。警方已於現場拉起封鎖線，十數名警員把守。
反對逃犯條例修訂草案運動